# Lavaur (Tarn)
Pour les articles homonymes, voir Lavaur.
Lavaur est une commune du département du Tarn, dans la région Occitanie, en France. Sur le plan historique et culturel, la commune est dans le Lauragais, l'ancien « Pays de Cocagne », lié à la fois à la culture du pastel et à l’abondance des productions, et de « grenier à blé du Languedoc ».
Exposée à un climat océanique altéré, elle est drainée par l'Agout, le Nadalou, le ruisseau d'Assou, le ruisseau de Laragou, le ruisseau de Sézy, le ravin de Nadille, le ruisseau de Font-Célarde, le ruisseau de la Boutié, le ruisseau de la mouline, le ruisseau d'en Tournié et par divers autres petits cours d'eau. La commune possède un patrimoine naturel remarquable : un site Natura 2000 (Les « vallées du Tarn, de l'Aveyron, du Viaur, de l'Agout et du Gijou ») et deux zones naturelles d'intérêt écologique, faunistique et floristique.
Lavaur est une commune urbaine qui compte 10 884 habitants en 2022, après avoir connu une forte hausse de la population depuis 1962. Elle est dans l'agglomération de Lavaur et fait partie de l'aire d'attraction de Toulouse. Ses habitants sont appelés les Vauréens ou  Vauréennes.

## Géographie

### Localisation
La commune de Lavaur est située à l'est-nord-est de Toulouse, au sud de Gaillac et à l'ouest de Castres. C'est une commune limitrophe du département de la Haute-Garonne.

### Communes limitrophes
Lavaur est limitrophe de quinze autres communes dont une dans le département de la Haute-Garonne.
Les communes limitrophes sont  Ambres, Belcastel, Fiac, Garrigues, Labastide-Saint-Georges, Lacougotte-Cadoul, Lugan, Marzens, Massac-Séran, Saint-Agnan, Saint-Jean-de-Rives, Teyssode, Verfeil, Viterbe et Viviers-lès-Lavaur.
| Lugan                                                  | Saint-Jean-de-Rives | Ambres, Labastide-Saint-Georges |
| Garrigues, Saint-Agnan, Garrigues                      | Lavaur              | Fiac, Viterbe, Teyssode         |
| Verfeil (Haute-Garonne), Belcastel, Viviers-lès-Lavaur | Lacougotte-Cadoul   | Massac-Séran, Marzens           |

### Géologie et relief
La superficie de la commune est de 6 283 hectares ; son altitude varie de 105  à   274 mètres.

### Voies de communication et transports
Lavaur est accessible par l'autoroute A68, par la sortie 6.
La gare de Lavaur, située sur la ligne de Montauban-Ville-Bourbon à La Crémade, est desservie quotidiennement par des TER Occitanie qui effectuent des missions entre les gares de Toulouse-Matabiau et de Mazamet. La gare des Cauquillous, située au nord-ouest du territoire communal, est aussi desservie par des TER Occitanie de la même relation.
La commune est également desservie par des lignes régulières du réseau régional liO : la ligne 705 la relie à Albi (par Graulhet) ; la ligne express 709 la relie à Albi (par Saint-Sulpice-la-Pointe) ; la ligne 710 la relie à Gaillac ; la ligne 756 la relie à Toulouse et à Graulhet ; la ligne 765 la relie à Castres et à Saint-Sulpice-la-Pointe.
L'aéroport de Toulouse-Blagnac est le plus proche de la commune. Il se situe à 51,5 km par voies routières.

### Hydrographie

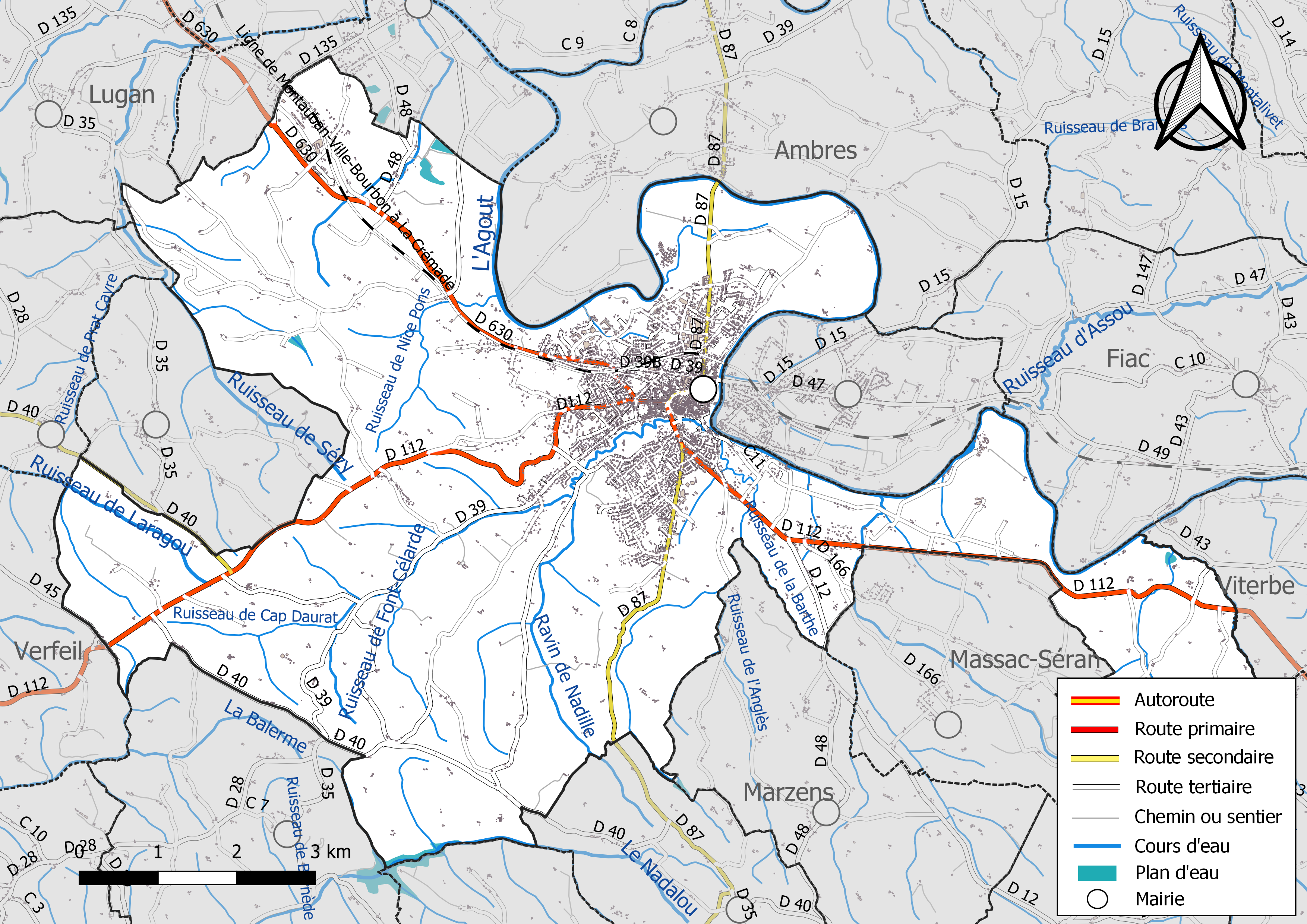
Réseaux hydrographique et routier de Lavaur.

Seuil du moulin sur l'Agout.

La commune est dans le bassin de la Garonne, au sein du bassin hydrographique Adour-Garonne. Elle est drainée par l'Agout, le Nadalou, le ruisseau d'Assou, le ruisseau de Laragou, le ruisseau de Sézy, le ravin de Nadille, le ruisseau de Font-Célarde, le ruisseau de la Boutié, le ruisseau de la mouline, le ruisseau d'en Tournié, un bras du Prat Vayssière, le ruisseau d'Argosas, le ruisseau de Cap Daurat, le ruisseau de la Barthe, et par divers petits cours d'eau, qui constituent un réseau hydrographique de 83 km de longueur totale,.
L'Agout, d'une longueur totale de 194,4 km, prend sa source dans la commune de Cambon-et-Salvergues et s'écoule d'est en ouest. Il traverse la commune et se jette dans le Tarn à Saint-Sulpice-la-Pointe, après avoir traversé 35 communes.
Le Nadalou, d'une longueur totale de 11,3 km, prend sa source dans la commune de Lacougotte-Cadoul et s'écoule d'est en ouest. Il traverse la commune et se jette dans Le Girou à Teulat, après avoir traversé 8 communes.
Le ruisseau d'Assou, d'une longueur totale de 15,4 km, prend sa source dans la commune de Graulhet et s'écoule d'est en ouest. Il traverse la commune et se jette dans l'Agout sur le territoire communal, après avoir traversé 8 communes.
Le ruisseau de Laragou, d'une longueur totale de 13,4 km, prend sa source dans la commune et s'écoule d'est en ouest. Il traverse la commune et se jette dans Le Girou à Gragnague, après avoir traversé 6 communes.
Le ruisseau de Sézy, d'une longueur totale de 12,8 km, prend sa source dans la commune et s'écoule du sud-est vers le nord-ouest puis vers l'est. Il traverse la commune et se jette dans l'Agout à Giroussens, après avoir traversé 7 communes.

### Climat
Pour des articles plus généraux, voir Climat de l'Occitanie et Climat du Tarn.
En 2010, le climat de la commune est de type climat du Bassin du Sud-Ouest, selon une étude du Centre national de la recherche scientifique s'appuyant sur une série de données couvrant la période 1971-2000. En 2020, Météo-France publie une typologie des climats de la France métropolitaine dans laquelle la commune est exposée à un climat océanique altéré et est dans la région climatique  Aquitaine, Gascogne, caractérisée par une pluviométrie abondante au printemps, modérée en automne, un faible ensoleillement au printemps, un été chaud (19,5 °C), des vents faibles, des brouillards fréquents en automne et en hiver et des orages fréquents en été (15 à 20 jours). 
Pour la période 1971-2000, la température annuelle moyenne est de 13,5 °C, avec une amplitude thermique annuelle de 16,3 °C. Le cumul annuel moyen de précipitations est de 692 mm, avec 9,8 jours de précipitations en janvier et 5,1 jours en juillet. Pour la période 1991-2020, la température moyenne annuelle observée sur la station météorologique installée sur la commune est de 13,6 °C et le cumul annuel moyen de précipitations est de 701,8 mm. 
La température maximale relevée sur cette station est de 42,6 °C, atteinte le 23 août 2023 ; la température minimale est de −18 °C, atteinte le 17 janvier 1987,,. 
| Mois                                  | jan.            | fév.           | mars            | avril         | mai             | juin           | jui.          | août           | sep.            | oct.          | nov.          | déc.           | année     |
| ------------------------------------- | --------------- | -------------- | --------------- | ------------- | --------------- | -------------- | ------------- | -------------- | --------------- | ------------- | ------------- | -------------- | --------- |
| Température minimale moyenne (°C)     | 1,8             | 1,6            | 3,8             | 6,2           | 10,1            | 13,6           | 15,2          | 15,1           | 11,7            | 9,2           | 5,1           | 2,4            | 8         |
| Température moyenne (°C)              | 5,7             | 6,6            | 9,6             | 12,3          | 16,2            | 19,9           | 22            | 22,1           | 18,4            | 14,7          | 9,4           | 6,3            | 13,6      |
| Température maximale moyenne (°C)     | 9,7             | 11,5           | 15,4            | 18,3          | 22,3            | 26,3           | 28,8          | 29,1           | 25,2            | 20,2          | 13,7          | 10,3           | 19,2      |
| Record de froid (°C) date du record   | −18 17.01.1987  | −13,1 09.02.12 | −10,3 01.03.05  | −3,7 08.04.21 | −0,6 06.05.19   | 3,5 06.06.1989 | 7,1 17.07.00  | 4,6 30.08.1986 | 3,5 26.09.02    | −2,9 25.10.03 | −8 23.11.1988 | −10,5 25.12.01 | −18 1987  |
| Record de chaleur (°C) date du record | 19,9 13.01.1993 | 23,9 26.02.19  | 26,8 25.03.1994 | 30,1 30.04.05 | 35,5 31.05.1994 | 40,4 29.06.19  | 39,9 17.07.22 | 42,6 23.08.23  | 36,9 13.09.1987 | 35,3 01.10.23 | 25,3 07.11.15 | 20,7 24.12.22  | 42,6 2023 |
| Précipitations (mm)                   | 53,9            | 44,6           | 52,2            | 72            | 74,6            | 67,5           | 43,1          | 47,8           | 59,5            | 64,3          | 64,5          | 57,8           | 701,8     |

| Diagramme climatique                                  |             |             |           |              |              |              |              |              |             |             |             |
| J                                                     | F           | M           | A         | M            | J            | J            | A            | S            | O           | N           | D           |
| 9,71,853,9                                            | 11,51,644,6 | 15,43,852,2 | 18,36,272 | 22,310,174,6 | 26,313,667,5 | 28,815,243,1 | 29,115,147,8 | 25,211,759,5 | 20,29,264,3 | 13,75,164,5 | 10,32,457,8 |
| Moyennes : • Temp. maxi et mini °C • Précipitation mm |             |             |           |              |              |              |              |              |             |             |             |

Les paramètres climatiques de la commune ont été estimés pour le milieu du siècle (2041-2070) selon différents scénarios d'émission de gaz à effet de serre à partir des nouvelles projections climatiques de référence DRIAS-2020. Ils sont consultables sur un site dédié publié par Météo-France en novembre 2022.

## Urbanisme

### Typologie
Au 1er janvier 2024, Lavaur est catégorisée village, selon la nouvelle grille communale de densité à sept niveaux définie par l'Insee en 2022.
Elle appartient à l'unité urbaine de Lavaur, une agglomération intra-départementale regroupant deux  communes, dont elle est ville-centre,,. Par ailleurs la commune fait partie de l'aire d'attraction de Toulouse, dont elle est une commune de la couronne,. Cette aire, qui regroupe 527 communes, est catégorisée dans les aires de 700 000 habitants ou plus (hors Paris),.

### Occupation des sols
L'occupation des sols de la commune, telle qu'elle ressort de la base de données européenne d’occupation biophysique des sols Corine Land Cover (CLC), est marquée par l'importance des territoires agricoles (82,7 % en 2018), en diminution par rapport à 1990 (87 %). La répartition détaillée en 2018 est la suivante : 
terres arables (65,3 %), zones agricoles hétérogènes (12,1 %), zones urbanisées (9,1 %), forêts (6,3 %), cultures permanentes (4,4 %), zones industrielles ou commerciales et réseaux de communication (1,4 %), prairies (0,9 %), mines, décharges et chantiers (0,5 %), eaux continentales (0,1 %). L'évolution de l’occupation des sols de la commune et de ses infrastructures peut être observée sur les différentes représentations cartographiques du territoire : la carte de Cassini (XVIIIe siècle), la carte d'état-major (1820-1866) et les cartes ou photos aériennes de l'IGN pour la période actuelle (1950 à aujourd'hui).

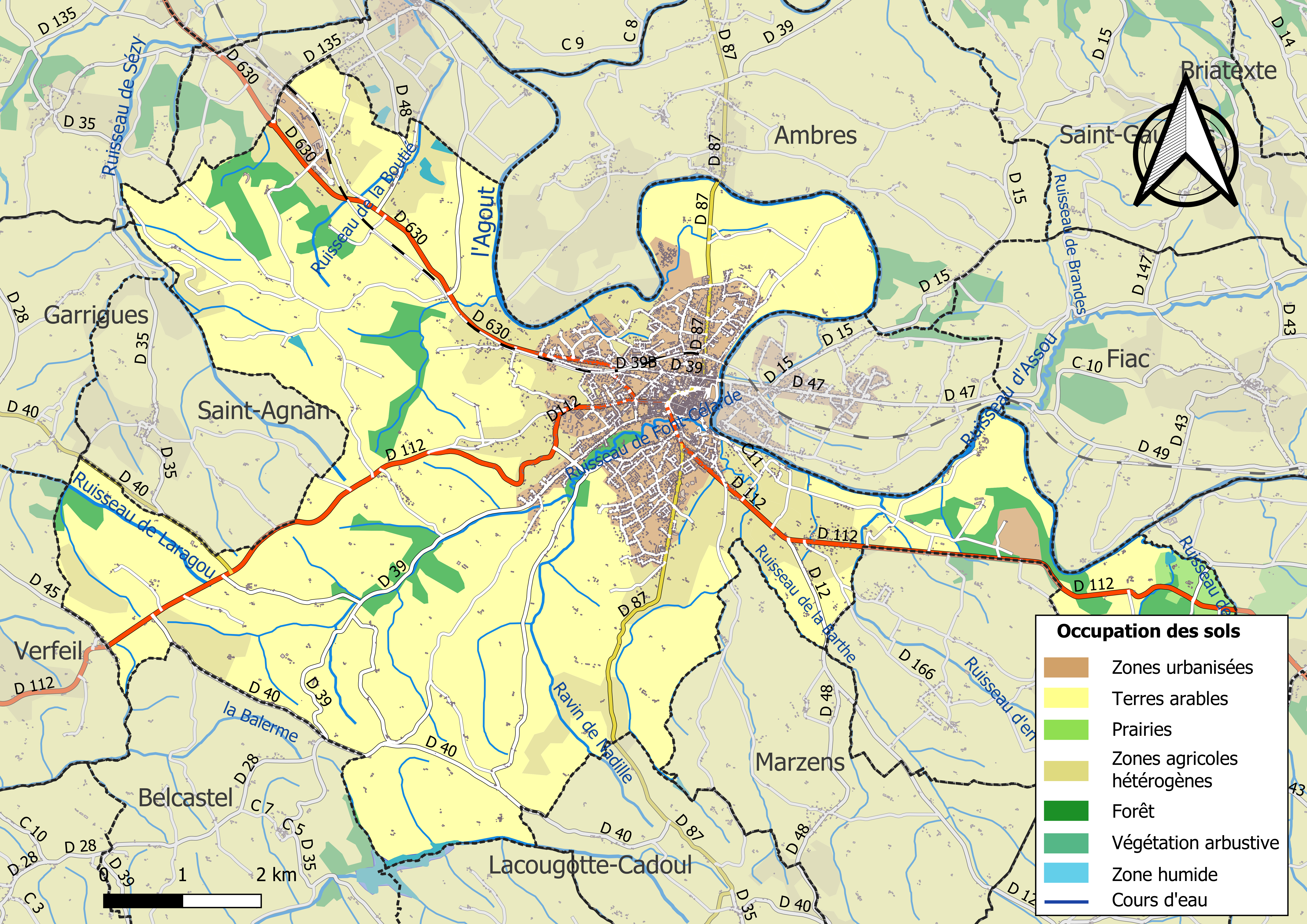
Carte des infrastructures et de l'occupation des sols de la commune en 2018 (CLC).

### Risques majeurs
Le territoire de la commune de Lavaur est vulnérable à différents aléas naturels : météorologiques (tempête, orage, neige, grand froid, canicule ou sécheresse), inondations, mouvements de terrains et séisme (sismicité très faible). Il est également exposé à deux risques technologiques, le transport de matières dangereuses et la rupture d'un barrage. Un site publié par le BRGM permet d'évaluer simplement et rapidement les risques d'un bien localisé soit par son adresse soit par le numéro de sa parcelle.

#### Risques naturels
Certaines parties du territoire communal sont susceptibles d’être affectées par le risque d’inondation par débordement de cours d'eau, notamment l'Agout, le Nadalou, le ruisseau de Laragou, le ruisseau d'Assou et le ruisseau de Sézy. La cartographie des zones inondables en ex-Midi-Pyrénées réalisée dans le cadre du XIe Contrat de plan État-région, visant à informer les citoyens et les décideurs sur le risque d’inondation, est accessible sur le site de la DREAL Occitanie. La commune a été reconnue en état de catastrophe naturelle au titre des dommages causés par les inondations et coulées de boue survenues en 1982, 1992, 1996, 1997, 1999 et 2020,.
Lavaur est exposée au risque de feu de forêt. En 2022, il n'existe pas de Plan de Prévention des Risques incendie de forêt (PPRif). Le débroussaillement aux abords des maisons constitue l’une des meilleures protections pour les particuliers contre le feu,.

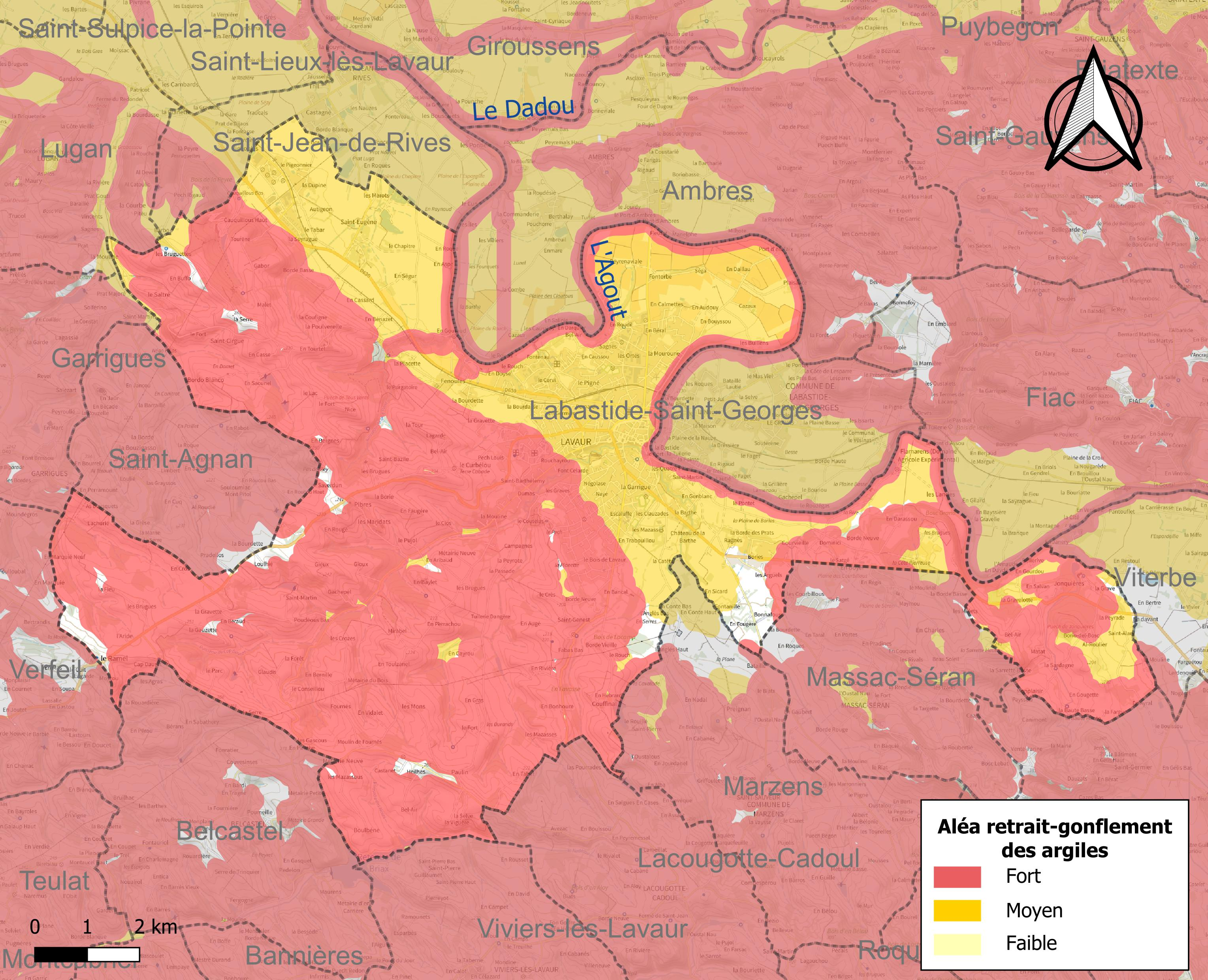
Carte des zones d'aléa retrait-gonflement des sols argileux de Lavaur.

La commune est vulnérable au risque de mouvements de terrains constitué principalement du retrait-gonflement des sols argileux. Cet aléa est susceptible d'engendrer des dommages importants aux bâtiments en cas d’alternance de périodes de sécheresse et de pluie. 97,1 % de la superficie communale est en aléa moyen ou fort (76,3 % au niveau départemental et 48,5 % au niveau national). Sur les 4 020 bâtiments dénombrés sur la commune en 2019, 3 958 sont en aléa moyen ou fort, soit 98 %, à comparer aux 90 % au niveau départemental et 54 % au niveau national. Une cartographie de l'exposition du territoire national au retrait gonflement des sols argileux est disponible sur le site du BRGM,.
Par ailleurs, afin de mieux appréhender le risque d’affaissement de terrain, l'inventaire national des cavités souterraines permet de localiser celles situées sur la commune.

#### Risques technologiques
Le risque de transport de matières dangereuses sur la commune est lié à sa traversée par des infrastructures routières ou ferroviaires importantes ou la présence d'une canalisation de transport d'hydrocarbures. Un accident se produisant sur de telles infrastructures est susceptible d’avoir des effets graves sur les biens, les personnes ou l'environnement, selon la nature du matériau transporté. Des dispositions d’urbanisme peuvent être préconisées en conséquence.
La commune est en outre située en aval d'un barrage de classe A. À ce titre elle est susceptible d’être touchée par l’onde de submersion consécutive à la rupture de cet ouvrage.

## Toponymie
Lavaur vient du gaulois vobero signifiant « ruisseau caché » ou « ravin ». Cette étymologie, ayant transité par l'occitan vabre/vaure, "ravinement sur une pente", correspond complètement à la topographie du site.

## Histoire
En 1025 la petite ville fortifiée est décrite dans plusieurs écrits. En 1035, première mention du castro de vauro. Un castrum doit exister au nord de ce château primitif (site du Plô). En 1065, constitution de la Sauveté de Lavaur, accordée aux moines de l'abbaye Sainte-Foy de Conques. En 1098, construction de l'église Saint-Alain sur l'espace d'un prieuré offert aux moines de l'abbaye Saint-Pons de Thomières, par Isarn alors évêque de Toulouse.
En février 1182 (nouveau style), le comte de Toulouse prend la ville au vicomte Roger Trencavel ; Raymond V avait demandé de l'aide à Henri de Marsiac, abbé de Clairvaux et ils assiègent Lavaur, qui constituait la dot d'Adélaïde épouse de Roger Trencavel. Une fois la ville prise, les cathares qui y vivent doivent abjurer, et Raymond conserve la ville.

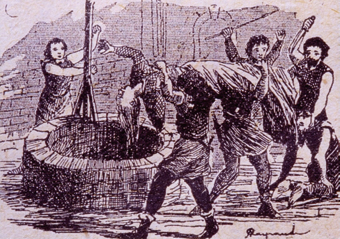
Guiraude de Laurac jetée vivante dans un puits par les soldats de Simon de Montfort.

Le 3 mai 1211, Lavaur est prise par Simon de Montfort (croisades des Albigeois) après un siège de plus d'un mois. Dame Guiraude, châtelaine responsable de la ville, est précipitée dans un puits. Quatre-vingts chevaliers sont pendus et quatre cents parfaits et parfaites brûlés sur des bûchers. En 1213, a lieu le Concile ecclésiastique de Lavaur. En 1220, à la suite de la mort de Simon de Montfort lors du siège de Toulouse, Lavaur est repris par le futur Raymond VII. Il extermine la garnison de la ville. Vers 1220, création du consulat de Lavaur. En 1226, Louis VIII, à la suite de sa campagne pour soumettre le Languedoc, fait une escale à Lavaur. En 1229, les fortifications du castrum sont détruites à la suite du traité de Meaux entre Louis IX et Raymond VII. Vers 1230, les Cordeliers avec l'aide de Sicard VI vicomte de Lautrec, s'implantent à Lavaur en dehors de la ville et construisent l'église et le monastère Saint-François. Le 15 mai 1255, est établie la charte de construction de la nouvelle église de Saint-Alain. En 1271, la ville passe du comté de Toulouse au domaine royal.
Le 26 septembre 1317, Jean XXII signe une bulle donnant naissance de l'évêché de Lavaur (territoire délimité en 1318). S'ensuit un important développement de la ville. Dans la longue liste des évêques de Lavaur, plusieurs prélats sont notables : Roger d'Armagnac (1317-1338), Archambaud de Lautrec (1348-1357), Gilles de Bellemère (1338-1390), Jean Belli (1415-1433), Georges de Selve (1526-1541), Pierre Danès (1557-1577), Charles Le Goux de La Berchère (1677-1685), Augustin de Mailly (1687-1712), Nicolas de Malézieu (1713-1748). En 1368 a lieu le Concile de Lavaur. Vers 1369-1370, les habitants de la ville contraignent les troupes anglaises conduites par Jean Chandos à se retirer lors de la guerre de Cent ans. En 1398, une communauté de Clarisses s'installe à Lavaur.
En 1439, le Dauphin, futur roi Louis XI, passe à Lavaur. En 1462 ou 1468, Louis XI érige Lavaur en comté. En 1483, Lavaur revient dans le domaine royal de Charles VIII. Une terrible épidémie de peste décime la ville.
Dans le dernier tiers du XVe siècle, le second palais épiscopal est construit, contre la cathédrale. À partir de 1450 Lavaur voit l'essor du pastel et ce jusqu'en 1600.
En 1540, une session des États de Languedoc se tient à Lavaur et débat d'un projet d'un canal de navigation entre Garonne et Méditerranée, le futur canal du Midi. En 1562, des frères cordeliers sont martyrisés par les Huguenots. En 1589, les États de la Ligue en Languedoc, prêtent serment à Lavaur de ne jamais reconnaître comme roi un hérétique. En 1593, la confrérie des Pénitents bleus s'installe à Lavaur puis en 1600 celle des Pénitents blancs.
En 1612, un monastère de Capucins s'installe à Lavaur puis, en 1641, celui des Pères de la doctrine chrétienne. En 1642 est fondé le monastère Sainte-Claire puis en 1685, l'ordre des Filles de la Croix.
La construction de l'hôpital de Lavaur commence en 1729. Au milieu du XVIIIe siècle est créée une manufacture royale de soies et d'étoffes dans les bâtiments de l'hôpital. De 1773 à 1791, on construit le pont des États du Languedoc (pont Saint-Roch).
De 1800 à 1926, Lavaur est sous-préfecture du Tarn.
En 1892 est fondé le comité de l'Union des femmes de France (Croix-Rouge), puis à partir de 1913 le comité de la Société de Secours aux Blessés Militaires (Croix-Rouge).
Pendant la 1ère guerre mondiale, les soldats blessés sont soignés à l'hospice ou à l'école supérieure de garçons rue de la Mairie transformé en hôpital bénévole puis complémentaire,.

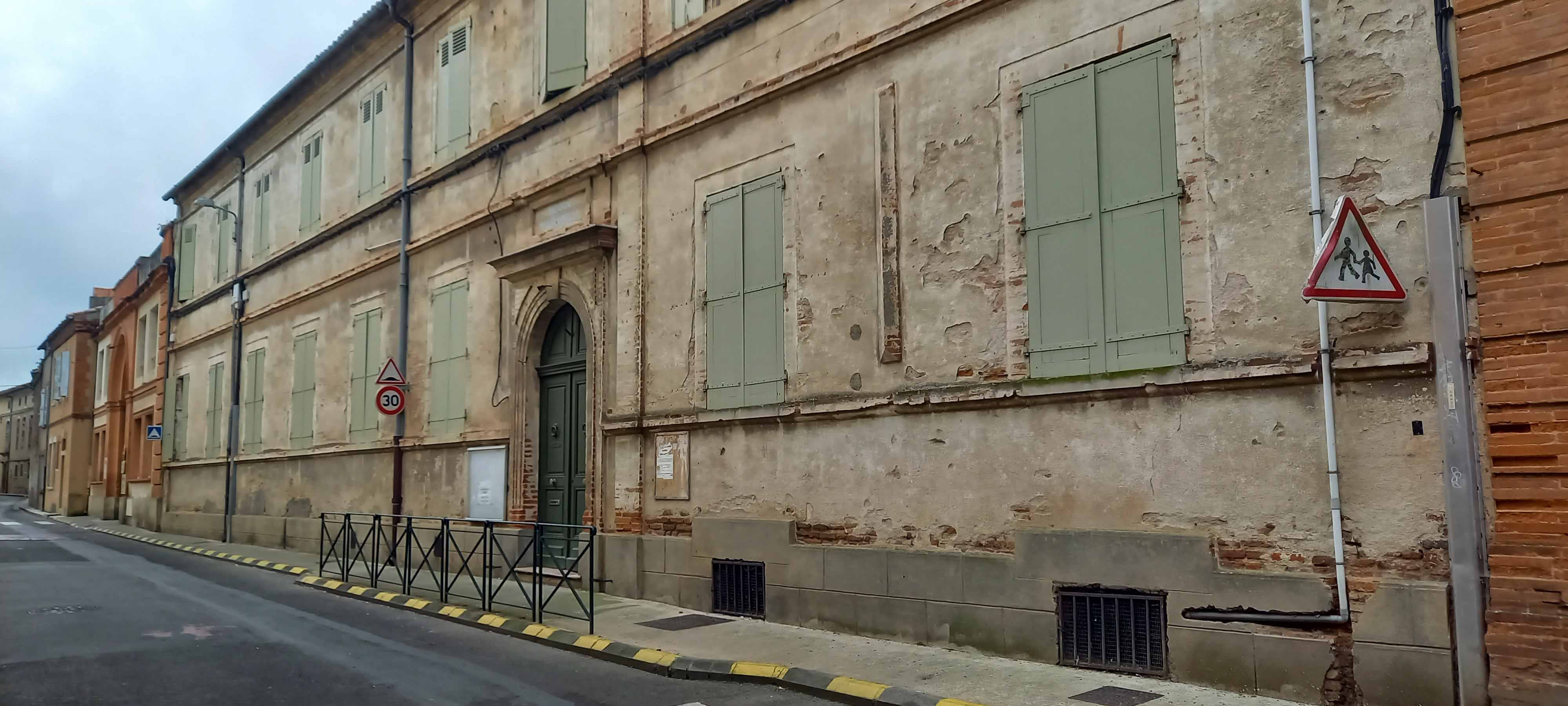
15 rue de la Mairie.

Les 2 et 3 mars 1930, la ville est ravagée par une inondation (crue millénaire de l'Agout).

## Politique et administration

### Administration municipale
Le nombre d'habitants au recensement de 2011 étant compris entre 10 000 habitants et 19 999 habitants au dernier recensement, le nombre de membres du conseil municipal est de trente trois,.

### Rattachements administratifs et électoraux
La commune faisant partie de la communauté de communes Tarn et Agout et du canton de Lavaur Cocagne (avant le redécoupage départemental de 2014, Lavaur était le chef lieu de l'ex-canton de Lavaur).

### Jumelages
- El Vendrell (Espagne)
- Shingatsé (Tibet)

## Population et société

### Démographie
L'évolution du nombre d'habitants est connue à travers les recensements de la population effectués dans la commune depuis 1793. Pour les communes de plus de 10 000 habitants les recensements ont lieu chaque année à la suite d'une enquête par sondage auprès d'un échantillon d'adresses représentant 8 % de leurs logements, contrairement aux autres communes qui ont un recensement réel tous les cinq ans,.

En 2022, la commune comptait 10 884 habitants, en évolution de +0,94 % par rapport à 2016 (Tarn : +2,52 %, France hors Mayotte : +2,11 %).
| 1793  | 1800  | 1806  | 1821  | 1831  | 1836  | 1841  | 1846  | 1851  |
| ----- | ----- | ----- | ----- | ----- | ----- | ----- | ----- | ----- |
| 5 500 | 6 237 | 6 551 | 6 672 | 7 179 | 7 205 | 7 014 | 7 015 | 7 331 |

| 1856  | 1861  | 1866  | 1872  | 1876  | 1881  | 1886  | 1891  | 1896  |
| ----- | ----- | ----- | ----- | ----- | ----- | ----- | ----- | ----- |
| 7 331 | 7 438 | 7 376 | 7 331 | 7 563 | 6 929 | 6 963 | 6 477 | 6 382 |

| 1901  | 1906  | 1911  | 1921  | 1926  | 1931  | 1936  | 1946  | 1954  |
| ----- | ----- | ----- | ----- | ----- | ----- | ----- | ----- | ----- |
| 6 535 | 6 388 | 6 130 | 5 443 | 5 704 | 6 045 | 5 502 | 5 913 | 5 934 |

| 1962  | 1968  | 1975  | 1982  | 1990  | 1999  | 2006  | 2011   | 2016   |
| ----- | ----- | ----- | ----- | ----- | ----- | ----- | ------ | ------ |
| 6 291 | 7 665 | 7 897 | 7 972 | 8 148 | 8 537 | 9 860 | 10 178 | 10 783 |

| 2021   | 2022   | - | - | - | - | - | - | - |
| ------ | ------ | - | - | - | - | - | - | - |
| 10 830 | 10 884 | - | - | - | - | - | - | - |

| selon la population municipale des années : | 1968 | 1975 | 1982 | 1990 | 1999 | 2006 | 2009 | 2013 |
| Rang de la commune dans le département      | 7    | 8    | 8    | 7    | 7    | 7    | 5    | 5    |
| Nombre de communes du département           | 326  | 324  | 324  | 324  | 324  | 323  | 323  | 323  |

La population de son unité urbaine compte environ 12 500 habitants en 2013.

### Enseignement
Lavaur fait partie de l'académie de Toulouse.
Lavaur compte trois écoles maternelles et primaires publiques : l'école maternelle du Centre, l'école primaire du Centre, l'école maternelle des Clauzades, l'école primaire des Clauzades, l'école maternelle du Pigné, l'école primaire du Pigné, une école maternelle et primaire privée: l’école Sainte-Croix, une école maternelle et primaire occitane, la Canlendreta del Pastel (depuis 2014).
Une cuisine centrale (créée en 2010) sert 1200 repas par jour et 200 000 par an, pour les scolaires, le centre de loisirs et les personnes âgées. Elle livre aussi les repas aux écoles des communes d’Ambres et Labastide-Saint-Georges. La cuisine centrale utilise des produits frais et, pour l’essentiel, locaux.
Lavaur possède un collège public : le collège des Clauzades, le plus grand du Tarn, avec plus de 900 élèves et un collège privé, le collège Sainte-Germaine, dont les locaux ont été transférés à Massac-Seran (2009).
Lavaur a également un lycée d’enseignement général, le lycée Las Cases et un lycée agricole, le LPA de Flamarens, et une école d'aide-soignants.

### Manifestations culturelles et festivités
- Rock’n cars : rassemblement de plus de 300 voitures de collection – américaines, rods, kustoms et motos – autour de pin’up et de stands. Balades, buffets campagnards et concerts de blues, rockabilly et rock’n roll. Animation gratuite proposée par l’association Rock’n Cars.
- Les jeudis au jardin :concerts gratuits dans les jardins de l’Evêché, organisés par la mairie chaque jeudi du mois de juillet.
- Les Estivales et les Automnales : concerts et spectacles proposés par l’association Pastel en Scène et la mairie, du mois de juin au mois de novembre.
- Les jeudis sur le Plô : spectacles gratuits sur le site historique du Plô (théâtre, musique, jonglerie..) organisés par l'Office de Tourisme en partenariat avec la mairie.
- Les fêtes générales : plus d'1 km de fête foraine, concerts et bals organisés par le comité des fêtes de Lavaur depuis plus de 100 ans. Les fêtes générales de Lavaur sont considérées comme la plus grande fête foraine temporaire du sud de la France.
- A Tempo : festival international de musique classique porté par l’association A Tempo et le pianiste Frédéric Vaysse-Knitter au mois de septembre.
- La Fête de la N7 : rassemblement de voitures, motos, caravanes, des années 50-60, bouchon, pique-nique géant et concert. Animation gratuite proposée par l’office de tourisme en partenariat avec la Ville de Lavaur.
- Le salon du flipper et des jeux de cafés : la plus grande salle de jeux du Tarn, Halle d’Occitanie, au mois d’avril. Organisé par l’association Flipper in Tarn.
- La journée des antiquaires et des brocanteurs, la fête de la musique, le marché nocturne, les vide-greniers, la nuit des Bodégas, la fête du cheval et le concours de chevaux ponctuent également la saison estivale de la ville.

### Santé
L'hôpital
La vocation hospitalière de l'hôpital de Lavaur remonte au XIIIe siècle, époque où hospice et hôpital, maladie et pauvreté étaient confondus. L'actuel site de Guiraud a été choisi en 1726 et le bâtiment principal, en brique, date de 1729. Depuis, l'hôpital de Lavaur n'a cessé d'évoluer. De nouveaux locaux ont été construits, amenant à l'agrandissement du site, notamment en 1934 avec la construction d'une maison de retraite, et l'ouverture de nouveaux locaux dans les années 1960 sur le site « Pinel » pour la psychiatrie.
De 1971 à 1986 d’importants travaux modernisent et humanisent les services de médecine, de chirurgie et de maternité. En 1993, une nouvelle maison de retraite ouvre ses portes et un service de soins infirmiers à domicile (SSIAD) est créé.
Avec la prise en charge de la santé mentale pour la population du Tarn Sud à la fin des années 90, l'hôpital s'est aussi développé sur d'autres sites pour offrir des structures et une offre de soins de proximité en psychiatrie, de Mazamet à Saint-Sulpice. Pour répondre à une activité croissante, les urgences déménagent dans de nouveaux locaux en 2004 et une nouvelle unité de soins de longue durée (USLD) est construite en 2008.
Le bassin de vie sur lequel le Centre Hospitalier de Lavaur exerce son attractivité est estimé à environ 50 000 habitants pour la médecine, la chirurgie et l'obstétrique et à 150 000 pour le secteur de la psychiatrie.
Le Centre Hospitalier de Lavaur continue son développement et son adaptation, avec la rénovation de certains locaux ou la construction de nouveaux bâtiments tels le Centre Médico-Psychologique de Graulhet en pédo-psychiatrie et les Centres Médico-Psychologiques et les hôpitaux de jour à Mazamet et Castres. L'ouverture d'un nouveau bâtiment sur le site Guiraud (centre-ville) en 2010 a permis la mise en fonction d'un scanner et la mise à disposition de nouveaux locaux pour les consultations externes réalisées, notamment, par le CHU de Toulouse. En 2016, la reconstruction de la maternité et du Service de Soins de Suites et de Réadaptation offrira des secteurs d’hospitalisations et un plateau technique modernes dans le domaine de la gynécologie-obstétrique et de la convalescence et de la rééducation.
L’hôpital a su se réorganiser et s'adapter pour offrir une offre de soins qui allie proximité, qualité, spécialité et sécurité pour mieux répondre aux besoins des patients. Cette évolution s’est renforcée avec le développement de l'étroit partenariat – le premier de ce type au niveau national - mis en place avec le CHU de Toulouse, formalisé par une convention signée en présence de Roselyne Bachelot, alors Ministre de la Santé :
1. Prise en charge et lorsque nécessaire, transfert vers le CHU des urgences chirurgicales nécessitant une intervention.

1. Consultations avancées dans de nombreuses spécialités, assurées par des praticiens du CHU mais réalisées au CH de Lavaur. Ces consultations peuvent donner lieu à une intervention sur place, dans le cadre d’actes externes ou de chirurgie ambulatoire (entrée et sortie du patient le jour même jour) réalisés dans l’environnement sécurisé du bloc opératoire du CHL ou à une intervention programmée dans le cadre d’une hospitalisation complète sur le CHU de Toulouse.

Services sociaux
Les services sociaux sont installés à l’Espace Intercommunal Saint-Roch, anciens abattoirs de la ville.
Le foyer pour personnes âgées Lagarrigue compte 65 studios, avec garde de nuit.
Le « Resto des aînés » a été créé en 2012 : il permet aux personnes âgées démunies de bénéficier d’un repas complet pour une somme modique.

### Social

#### Associations caritatives
- La Croix-Rouge

En 2021, le siège social de l'unité locale est avenue Malroux. Dans les années 1930 un ouvroir se tenait rue Reillon. Dans les années 2000, la Croix-Rouge a ses activités au 13 rue de la mairie.

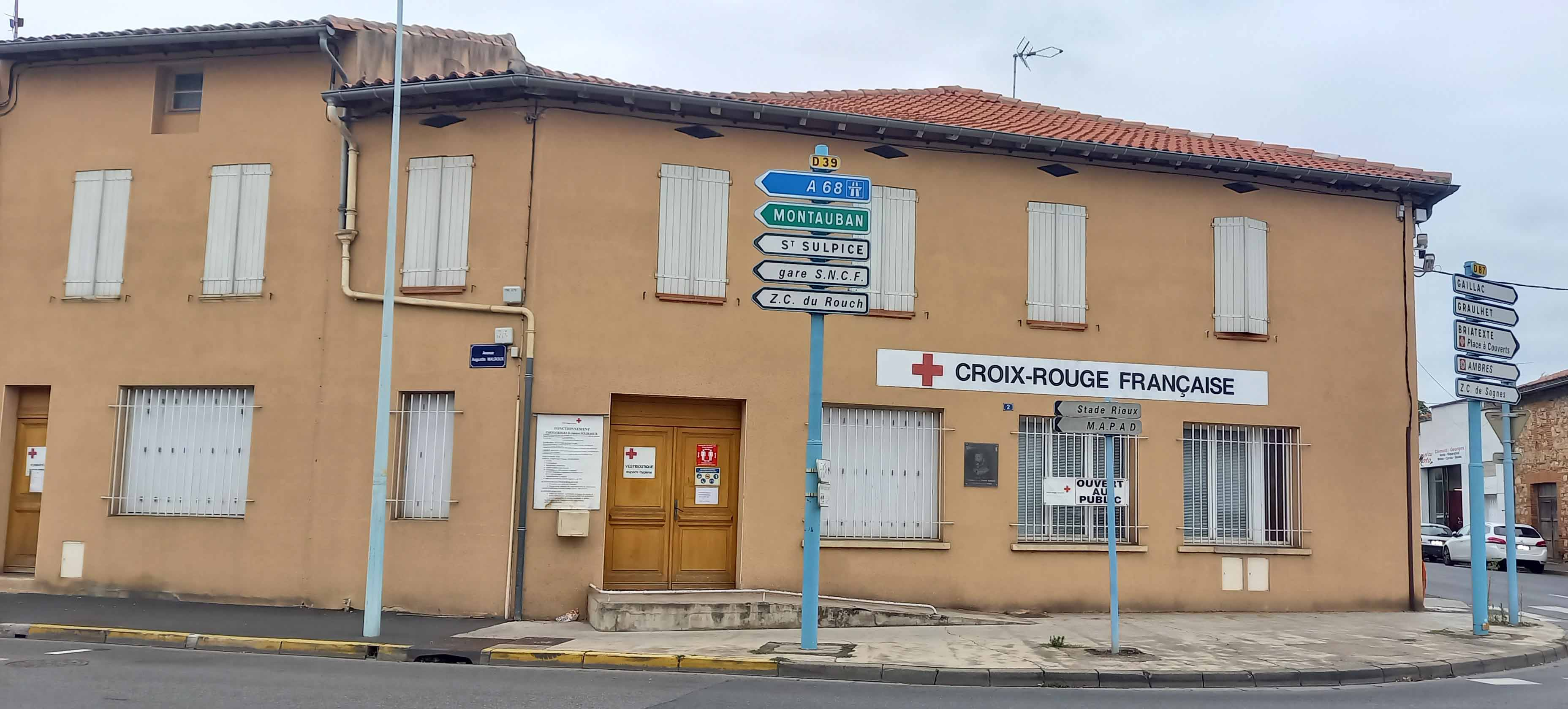
2 avenue Augustin-Malroux.
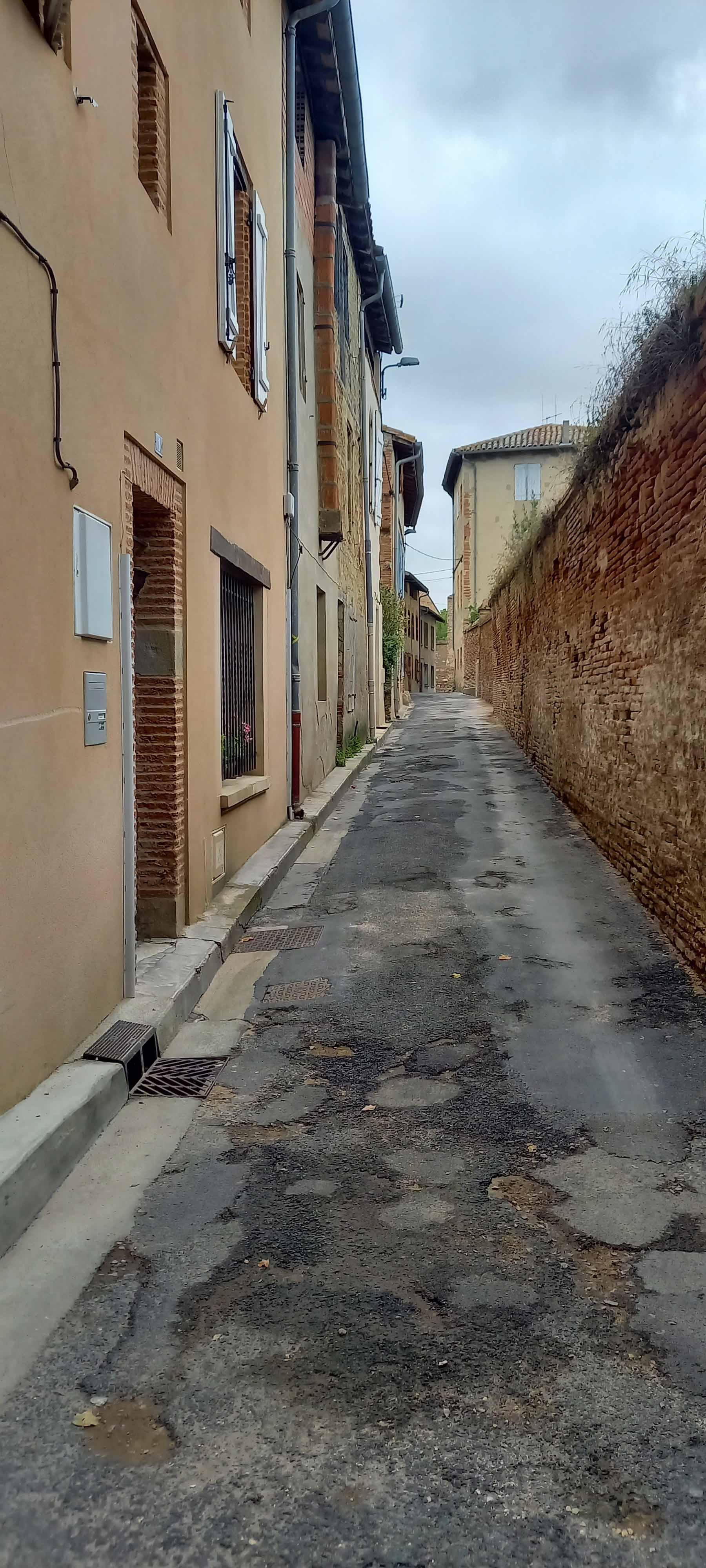
Rue du Reillon.
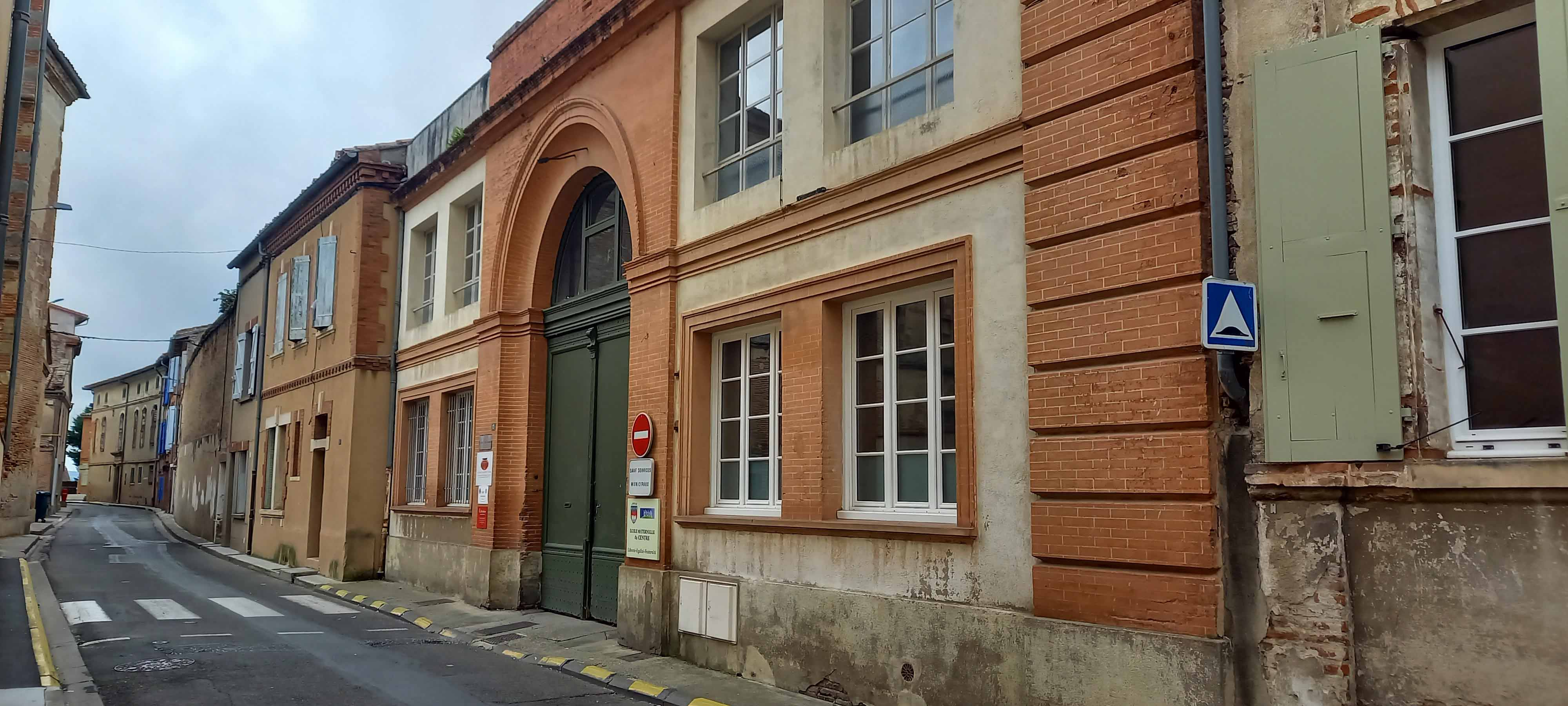
13 rue de la Mairie.

### Sports
Associations sportives
Lavaur a été classée 2e ville la plus sportive de France par le journal l’Équipe et 1re ville pour le sport et le handicap (2014).
Handiloisirs : la mairie accueille les enfants handicapés au centre de loisirs, une spécificité régionale.
Équipements sportifs municipaux
La Ville compte 105 000 m2 d’équipements sportifs, gratuitement mis à la disposition des associations, des scolaires et des institutions : piscine couverte – Gymnases – boulodrome couvert – 2 salles de sport polyvalentes – 3 stades, dont un avec tribunes (1100 places) et club house –salle de tir à l’arc et d’escrime- 7 terrains de tennis – 2 complexes de sports de combats – une aire d’athlétisme.
Rugby à XV
- Amicale sportive vauréenne

Événements
- Lavaur est ville-arrivée de la 11e étape du Tour de France 2011, après une première arrivée en 2001.
- Juillet : Supercross international et freestyle, avec les meilleurs pilotes français et européens.
- Mai-juin : Taï chi et Qi Gong gratuits dans les jardins de l’évêché.

### Justice
L’EPM – Établissement pénitentiaire spécialisé pour mineurs
En 2007, l’établissement pénitentiaire spécialisé pour mineurs de Lavaur  a été le premier des six EPM à entrer en fonction en France. Il accueille 60 jeunes détenus, âgés de 13 à 18 ans. Tout en intégrant les exigences de sécurité carcérale, il place l’éducation au cœur de la prise en charge des jeunes détenus avec pour objectif de préparer leur sortie et leur réinsertion.
D’une surface de 5 400 m², l’EPM de Lavaur s’étend sur un terrain de 3,36 hectares. Il dispose de 7 unités d’hébergement avec accès individuel : 5 unités garçons, une réservée aux filles et une pour les nouveaux arrivants, d’un terrain et une salle de sports, d’un pôle socio-éducatif, d’un pôle santé, d’un pôle parloir et d’une cour d’honneur en zone hors détention.
La première évasion de ce type d'établissement en France a lieu à Lavaur en juin 2009. Une nouvelle évasion a lieu le 11 mai 2013.

## Économie
Lavaur compte plusieurs zones industrielles, commerciale et artisanale – Cauquillous, Rouch, Sagnes, route de Caraman, avenue Jacques Besse, avenue Pierre Fabre – et de nombreux commerces de proximité, au cœur de la ville. La commune a été classée 11e ville plus dynamique de France sur 887 communes de plus de 10 000 habitants (le Journal du net, 2012) pour son économie, son niveau et sa qualité de vie.
La chambre régionale des comptes (CRC) a rendu son rapport sur la gestion de la commune de 2005 à 2011. Ce document a été présenté lors du dernier conseil municipal. En préambule, la Chambre souligne la forte croissance démographique et le dynamisme économique de la ville. Mais ensuite, elle est très critique sur la façon dont a été gérée la commune durant cette période.
Selon la CRC, la ville s’est affranchie des règles législatives et réglementaires en la matière comme l’avait rapporté la Dépêche du Midi à l’époque.
- Groupe Pierre Fabre

L’installation du Groupe Pierre Fabre (centre dermo-cosmétique) en 2000, signe le début de la transformation de la ville : 700 salariés aujourd’hui (2018).
Centre de développement et d’innovation, les Cauquillous abritent les équipes des marques dermo-cosmétiques et une partie des fonctions support, soutien des activités dermatologiques et cosmétologiques. L’innovation, la sécurité et la performance sont au cœur de son fonctionnement : du traitement des pathologies dermatologiques au soin de la peau. Dans la droite ligne d'une alliance réussie entre santé et beauté, le site lui-même est un joyau : créé par l’architecte du Parc des Princes en France, Roger Taillibert, membre de l’Institut, son esthétique se fond dans la nature vauréenne.
- Art et Caractère (Société de l'imprimerie artistique) : l’Imprimerie artistique a été créée en 1911. Rachetée en 1964 par Pierre Fabre, la SIA (Société d’Imprimerie Artistique) rayonne aujourd’hui en France et à l’étranger, notamment grâce à la qualité de ses beaux-livres. Trois fois lauréate du Cadrat d’Or en 1993, 2000 et 2012, oscar national du meilleur imprimeur, la SIA répond avec brio aux exigences de ses clients (Airbus Industrie, Albin Michel, les Musées de Paris ou encore le festival de Cannes). Le haut de gamme, voire le très haut de gamme, restent le fer de lance de l’entreprise, mais la SIA produit aussi des documents plus « standards » pour ses 400 clients, dont la mairie de Lavaur. La SIA est par ailleurs certifiée par la FSC (Forest Stewardship Council) et par le PEFC (Programme For The Endorsement Of Forest Certification Schemes). Elle est aussi une imprimerie labellisée Imprim’ vert et ISO 26 000, norme AFNOR.

### Entreprises
- Le Centre d'innovation et de développement des Laboratoires Pierre Fabre (Dermo-cosmétique)
- Art et Caractère (Société de l'imprimerie artistique) : Imprimerie d'art qui reçut en 1993, 2000 et 2012 le Cadrat d'or (Prix national du meilleur imprimeur)
- Le groupe coopératif occitan exerçant dans le domaine agricole et agro-alimentaire. Il fournit du matériel agricole, d'irrigation, l'approvisionnement et la collecte des céréales.
- La coopérative fruits et légumes « Les deux vallées » : elle collecte et commercialise essentiellement des pommes.
- L'entreprise Fabries-Amiflor : elle fabrique, conditionne et distribue différentes sortes d'engrais.
- La Scierie Ferré, entreprise ancestrale et familiale implantée depuis 1935, liée aux métiers du bois.

## Culture locale et patrimoine

### Lieux et monuments

#### Édifices civils
- Pigeonniers : Il en existe dix-huit, tous différents[58].

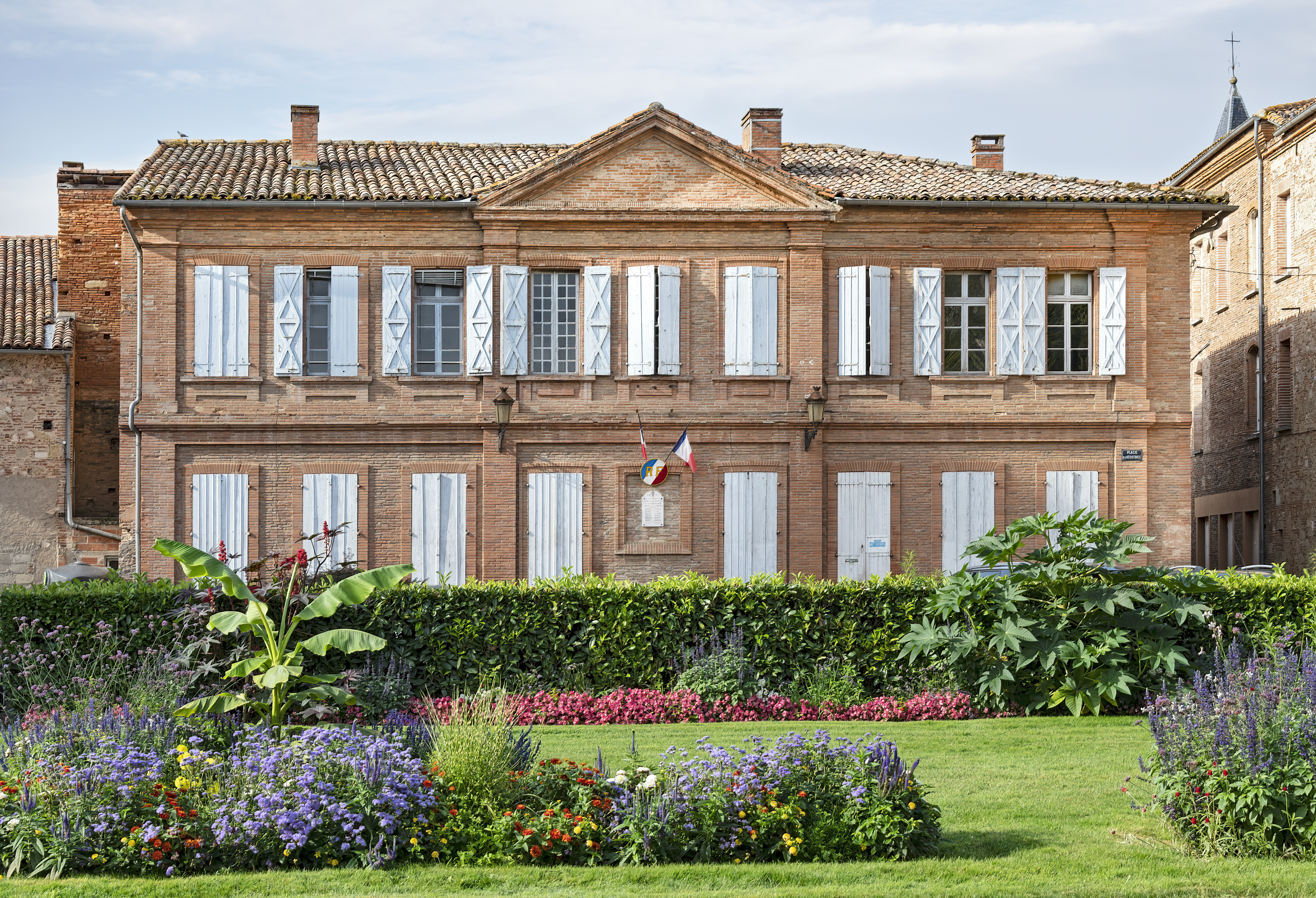
Hôtel de Clauzade-Mazieux, ancien hôtel de ville.

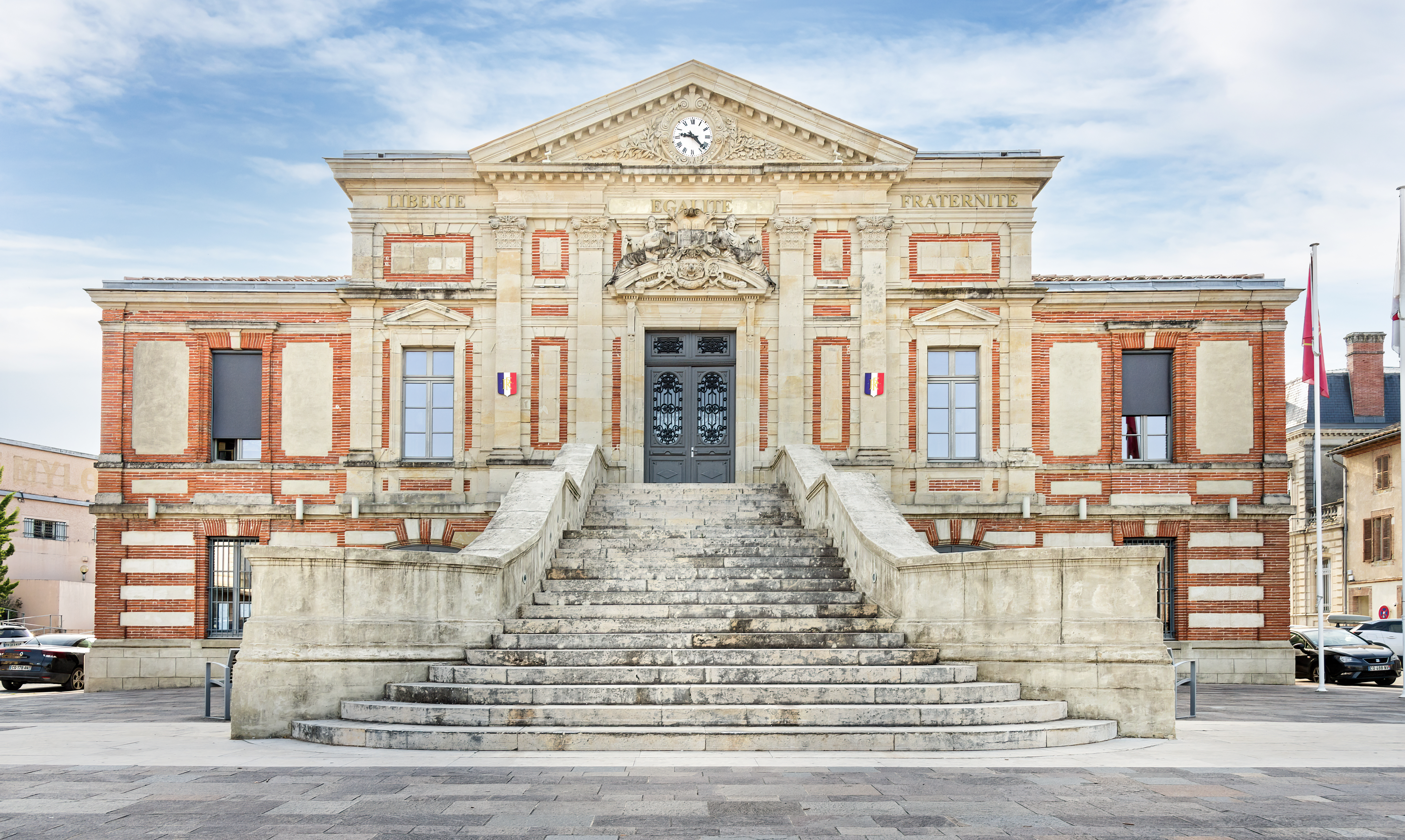
Hôtel de ville.

- L'hôtel de ville. Après avoir été situé dans le bâtiment du collège des Doctrinaires[59] – dès l’an IV de la République, aujourd’hui Lycée Las Cases – et dans l’hôtel de Clauzade-Mazieux[60] (construit à la fin du XVIIIe siècle), entre 1838 et 2011, l’hôtel de ville a été installé dans l’ancien palais de justice, en 2011, dans une continuité historique et patrimoniale. Ce déménagement a permis de répondre aux besoins des vauréens, par une meilleure qualité de service et une meilleure accessibilité.

Fermé dans le cadre de la réforme de la carte judiciaire et propriété de la commune depuis 1959, l’ancien palais de justice offre une architecture remarquable, caractéristique du Second Empire : elle a été respectée et valorisée dans le cadre des travaux d’aménagement de l'hôtel de ville.
Les travaux ont d’abord concerné un traitement des couvertures et des façades. Les pierres abîmées ont été reconstituées avec un mortier de ragréage, et les panneaux enduits piqués et refaits à neuf. Toutes les menuiseries, portes et fenêtres, ont été restituées à l’identique, en remployant les grilles en ferronnerie. À l’intérieur, un traitement des sols a redonné leur éclat aux carrelages en briques marneuses, alternativement rouges et jaunes. La plupart des cheminées en marbre ont été également conservées, ainsi que le garde-corps de l’escalier d’honneur et les lambris en sapin.
Le bâtiment répond aux nouvelles normes de sécurité et d’accessibilité aux personnes à mobilité réduite, et s’inscrit dans une volonté de développement durable.
L’aménagement intérieur a respecté le parti pris distributif basé sur une rigoureuse symétrie. Au rez-de-chaussée, accessible par les deux portes latérales, le vestibule devient l’accueil, et les autres pièces des bureaux (services de l’état civil, de l’urbanisme, du personnel, des affaires scolaires, des élections, et des finances) et des salles de réunions. À l’étage, l’ancienne salle d’audience accueille la salle du conseil municipal. Devant elle, la vaste salle de réceptions et de mariages remplace l’ancienne salle des pas perdus. En prolongement de la salle du conseil se trouve le bureau du maire.
L'hôtel de ville a été inauguré par Nicolas Sarkozy, alors président de la République, le 7 février 2012.
- Le Plô (site du château de Lavaur aujourd'hui disparu). Le site du Plô, racheté au roi par les consuls en 1622, est aménagé en promenade publique puis en esplanade dès le XVIIe siècle.
- La tour des Rondes[61]. L'un des derniers vestiges des fortifications de la vieille ville.
- L'hôpital de Lavaur[62] : très bel édifice de brique conçu dans la première moitié du XVIIIe siècle sous l'impulsion des évêques de Lavaur. Le 20 octobre 1711, Mgr Victor-Augustin de Mailly-Nesle, évêque de Lavaur, fait de l'hôpital de Lavaur son légataire universel pour construire un nouvel hôpital hors les murs. Mgr Nicolas de Malézieu, son successeur est autorisé le 12 avril 1726 à entreprendre les travaux. Un premier traité est passé le 8 janvier 1730 avec l'entrepreneur François Cassas, de Montesquieu-Volvestre. La première pierre est posée le 11 avril 1730. L'hôpital est ouvert en 1733 pour recevoir cinq pauvres. Mgr Jean-Baptiste de Fontanges y installe une manufacture de soie en 1748 et devient le 10 décembre 1756 une manufacture royale. Les malades sont accueillis dans les bâtiments de l'ancien évêché. La manufacture ferme en 1772 et les bâtiments reviennent à leur première fonction d'hôpital. Deux cours sont aménagées en 1844 derrière les bâtiments du XVIIIe siècle pour les femmes et les jeunes filles. Le porche d'entrée est reconstruit en 1863 à la suite de destructions dues à la foudre. Une infirmerie est créée en 1874. Le docteur Georges Guiraud est élu maire de Lavaur et l'est resté jusqu'en 1941. Il a donné une nouvelle impulsion à l'hôpital. Des travaux d'agrandissement et d'amélioration sont lancés dès 1899. Le pavillon de la chirurgie est construit. En 1906 est créé l'Œuvre de la Goutte de lait. En 1911, des travaux sont entrepris dans les bâtiments. En 1930, un bâtiment est édifié pour recevoir la maternité et la pouponnière. Une maison de retraite est construit le long de l'avenue Augustin Malroux en 1934. En 2009, une convention est signée unissant l'hôpital de Lavaur au Centre hospitalier universitaire (CHU) de Toulouse pour en faire un Centre hospitalier régional[63].
- Hôtel de Voisins, 31 rue Carlesse[64] construit vers 1678 par le chanoine Germain Devoisins-Branque, prévôt du chapitre cathédral. François de Gélas (1640-1721), marquis de Léberon et d'Ambres, vicomte de Lautrec, sénéchal de Lauragais, lieutenant général de Guyenne et gouverneur de Lavaur y a résidé. Daniel François de Gélas de Lautrec y est né. L'hôtel est devenu la propriété des Voisins-Lavernière qui le vendent à la municipalité en 1895. Une école supérieure de jeunes filles y est ouverte en 1908 devenu le collège moderne de jeunes filles dans les années 1950. Une salle de réfectoire est aménagée en 1912, puis, en 1925, un dortoir. Le bâtiment est devenu une école primaire mixte en 1972.
- Hôtel des Postes[65], auparavant hôtel Bertrand, hôtel de voyageurs construit au début du XXe siècle sur l'Allée Jules-Jaurès. La Poste s'y est installée en 1925.
- Hôtel de Glanouze[66], construit au début du XVIIIe siècle par Joseph Glanouze, receveur des tailles du diocèse de Lavaur, rue du Père-Colin. Il a été modifié en immeuble et transformé dans les années 1850-1860.
- Pont de Lavaur, pont routier remarquable en maçonnerie de pierre au-dessus de l'Agout, construit entre 1773 et 1791, conçu pour les États du Languedoc par Joseph-Marie de Saget, dit De Saget aîné.
- Halle aux grains ancien marché couvert érigé vers 1880 par l'architecte Guillaume Aurignac[67], actuellement salle de spectacle.
- Viaduc de Lavaur, pont ferroviaire en maçonnerie sur l'Agout (voie ferrée de Saint-Sulpice-la-Pointe à Castres), construit entre 1882 et 1884 suivant les plans de Paul Séjourné.
- Les châteaux de Bellevue, En Dumes, Jonquières, Mirabel-Laval (inscrit aux Monuments historiques), Poudéous, Reyniès (inscrit aux Monument historique), Roquenaud et Tyr.
- Le Pech considéré comme une motte féodale. Dominant le vaste méandre de l'Agout qui entoure la ville de Lavaur d'environ 70 m, un trou fut signalé à proximité d'un chemin menant à la butte du Pech. Il existe une petite cavité monocellulaire creusée dans la roche molassique, d'âge indéterminé, sous la chapelle construite en 1904 sur la plate-forme sommitale, à l'origine d'un pèlerinage qui aurait justifié la construction de la chapelle[68].

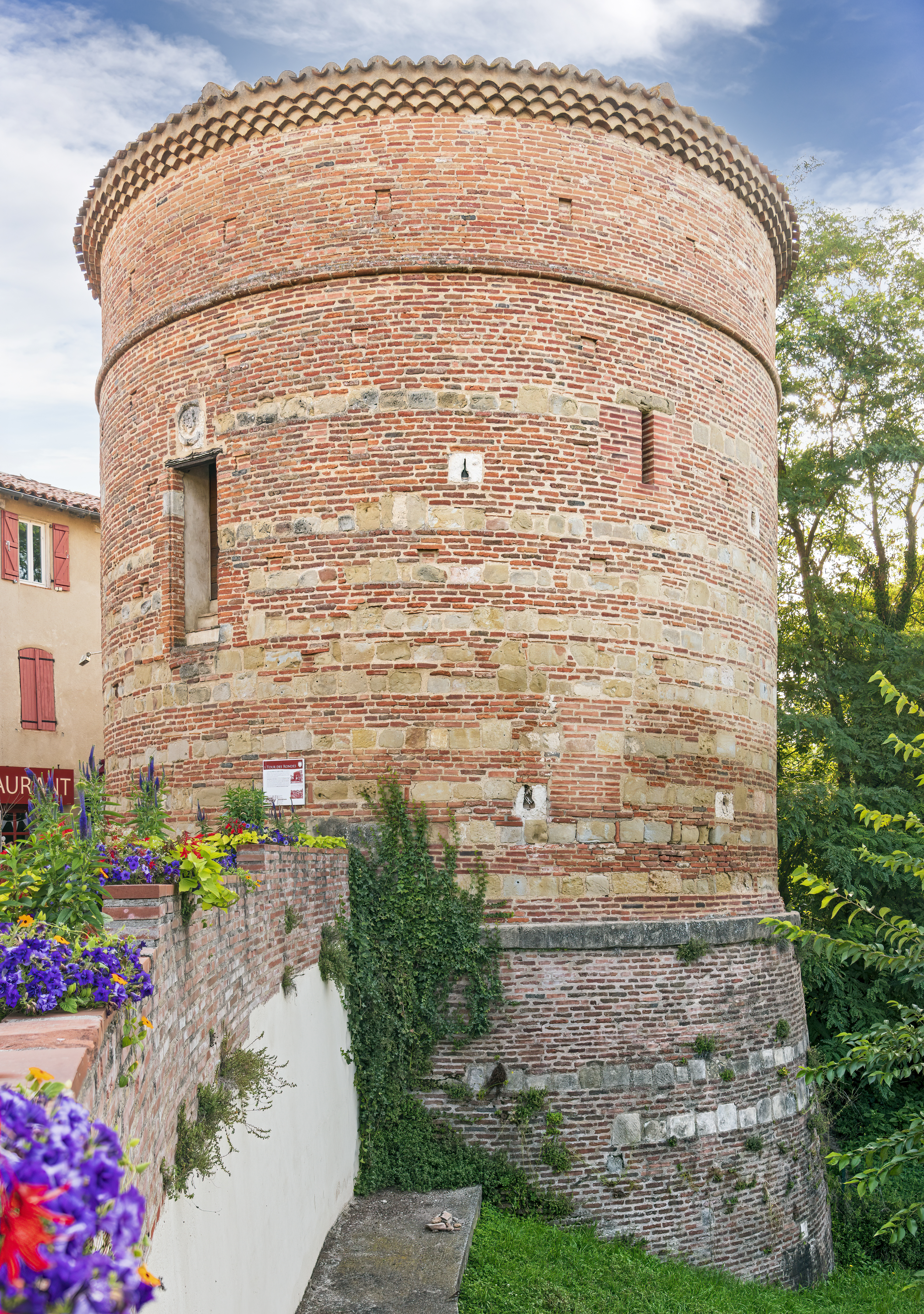
Tour des Rondes.
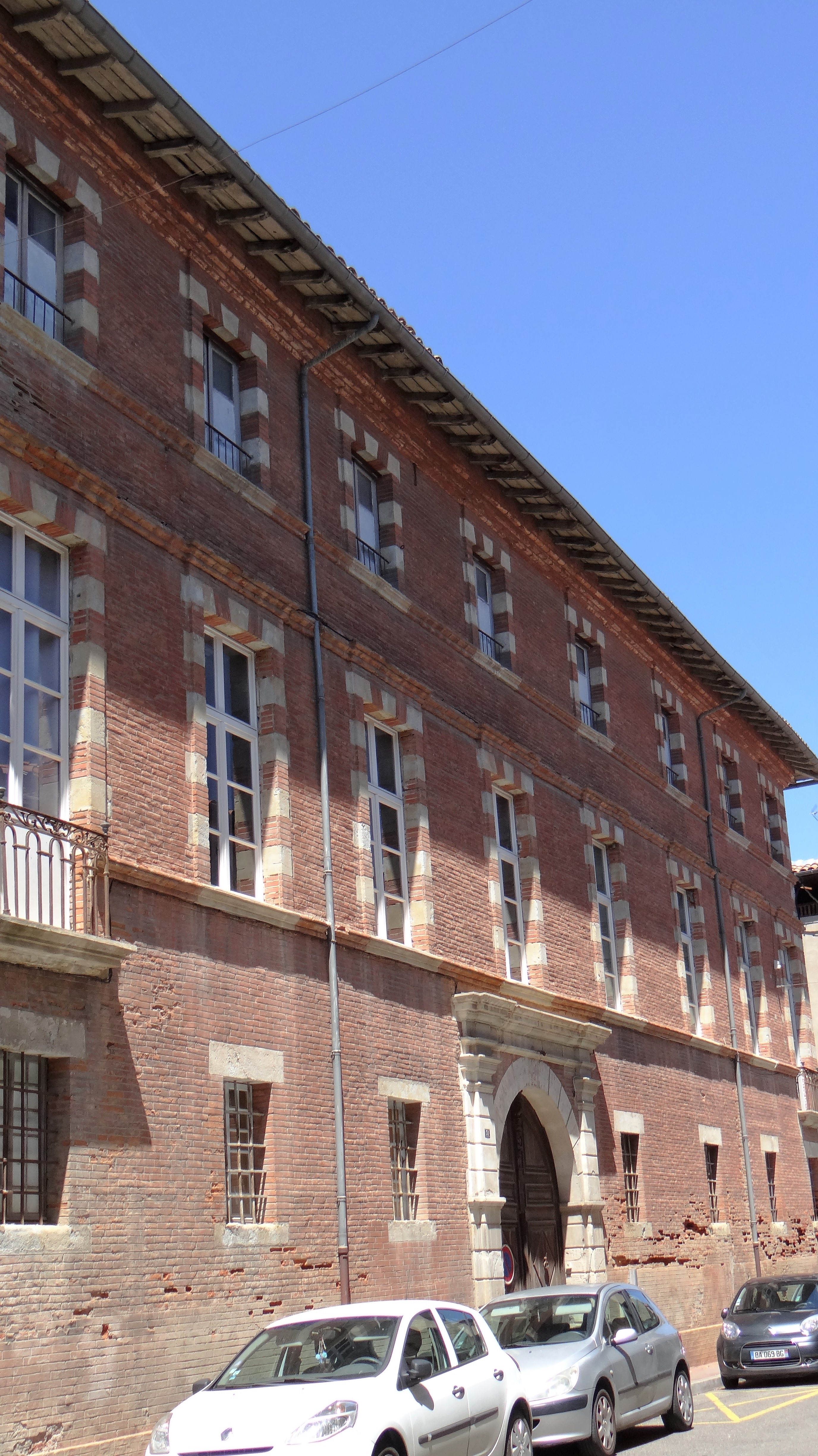
Hôtel de Voisins.
Centre hospitalier de Lavaur.
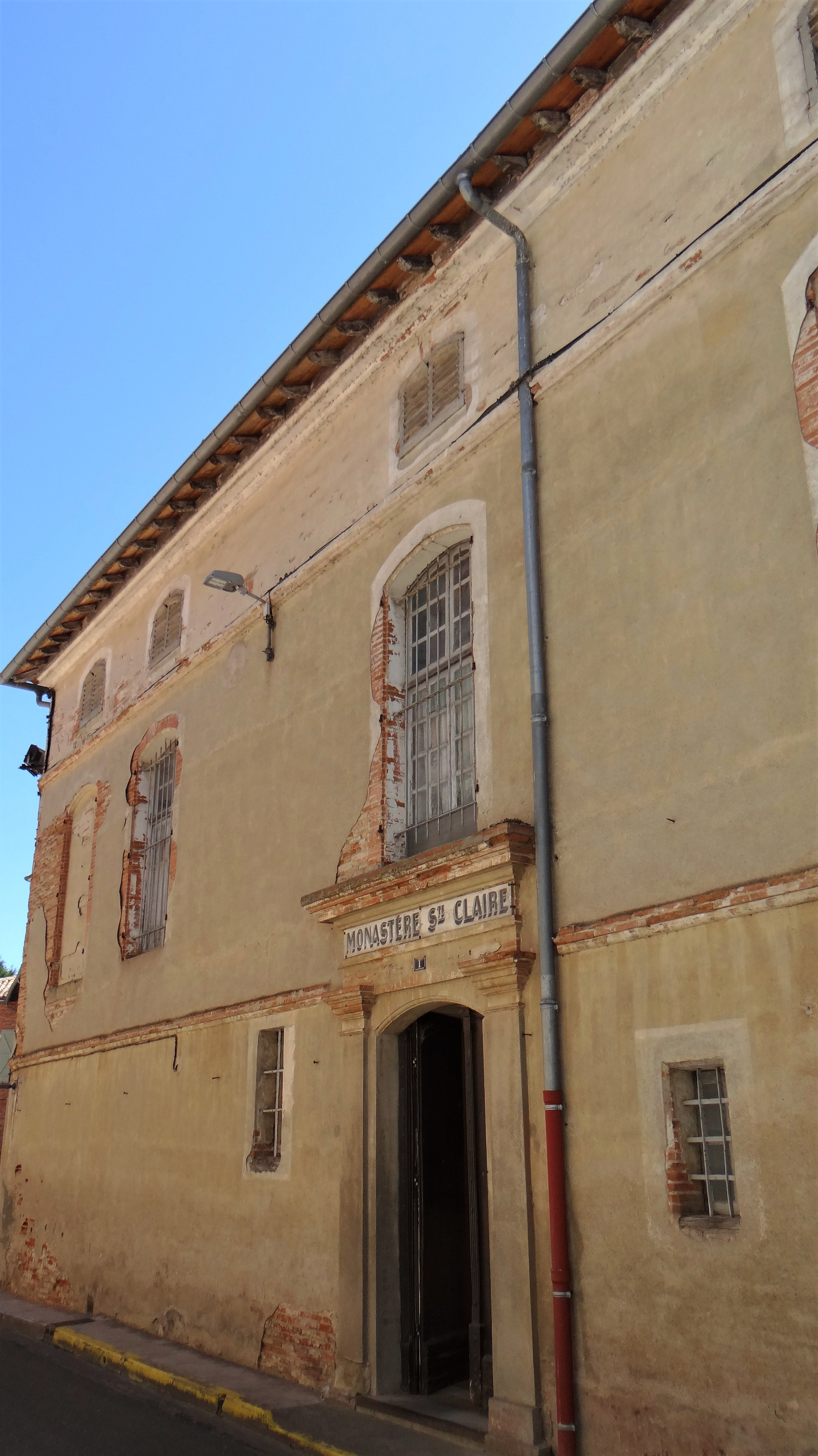
Monastère Sainte-Claire.
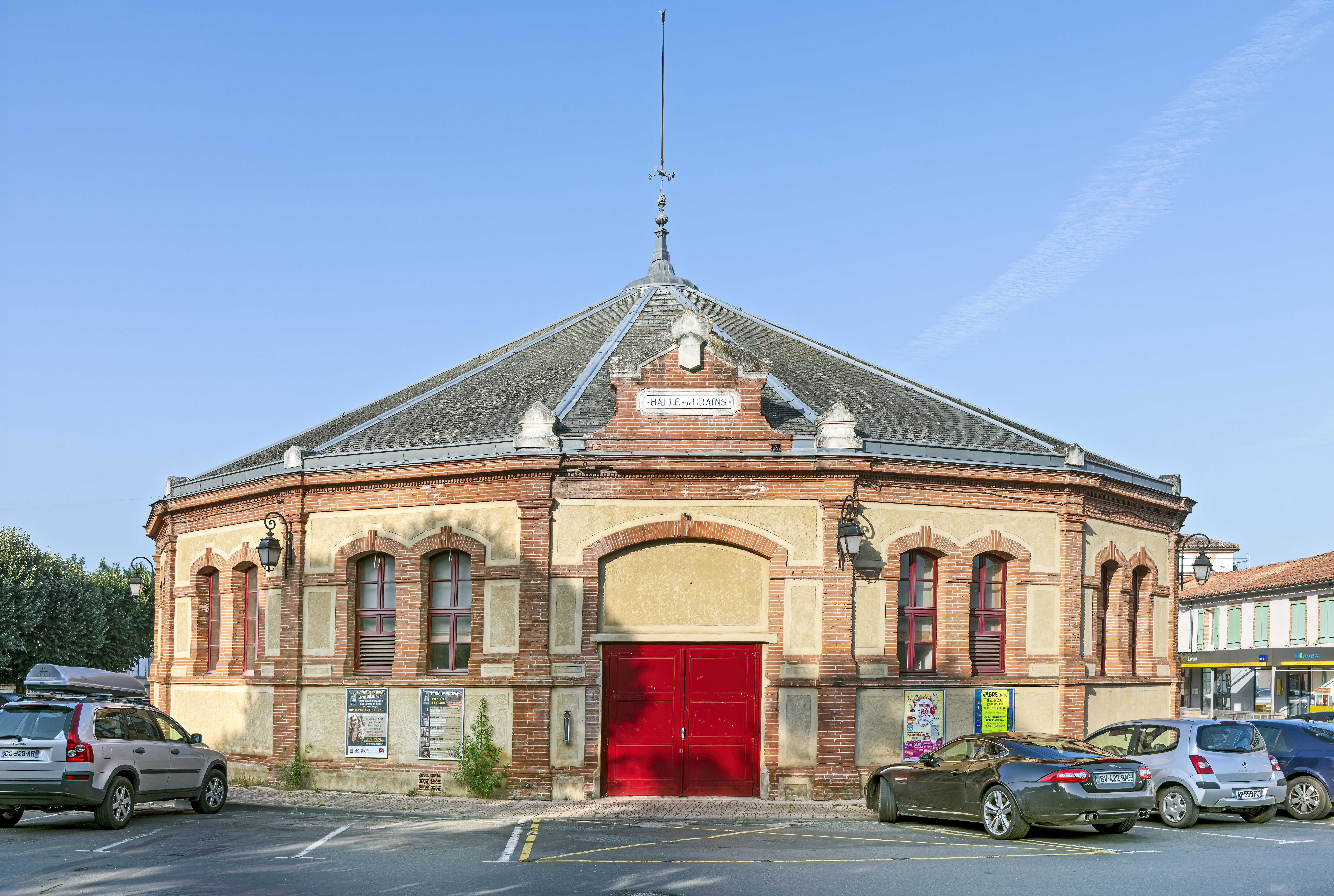
Halle aux grains. Salle de spectacle.

#### Édifices religieux
- La cathédrale Saint-Alain, place Saint-Alain (XIIIe – XVe siècles) et son jacquemart (le premier est installé en 1603), seul automate de ce type dans le sud-ouest de la France. Dans l'édifice : table d'autel romane du premier prieuré (1098), tombeau de l'évêque Simon de Beausoleil (1514-1521), portail primitif (XIIIe) et portail monumental (fin du XVe), belles peintures murales dues aux frères Céroni (milieu du XIXe) ainsi qu'un orgue monumental signé Aristide Cavaillé-Coll, classé aux monuments historiques.

L'édifice a été classé au titre des monuments historiques en 1911. De nombreux objets sont référencés dans la base Palissy (voir les notices liées).
- Les jardins de l'Évêché, anciens jardins à la française des évêques, aménagés au XIXe siècle dans le style dit « à l'anglaise ». Cèdres remarquables ; statue monumentale du comte Emmanuel de Las Cases.
- La statue de l’Immaculata par Giuseppe Obici place Saint Alain.
- L'église Saint-François, Grand-Rue dite des Cordeliers (XIIIe – XVe siècles) avec son grand orgue Puget (1866). Ancienne église conventuelle des Cordeliers (Franciscains), fondée par Sicard, baron d'Ambres. Après la suppression du couvent, l'église devient paroissiale de 1802 à 1963. L'édifice a été classé au titre des monuments historiques en 1996[70].
- L'église Notre-Dame-du-Pech de Lavaur, route du Pech à l’initiative du Révérend Père Marie-Antoine.
- Le monastère des Clarisses, rue Jouxaygues Grande[71]. Fondé en 1642 par Sérène de Vézins, religieuse clarisse du monastère du Salin à Toulouse. Détruit pendant la Révolution, il est relevé en 1802. La chapelle actuelle (1837), abrite depuis 1852, dans une châsse, le corps de sainte Clémentine, vierge et martyre romaine, découvert dans une catacombe à Rome.
- L'église Notre-Dame de Jonquières.
- L'église Saint-Martin de Paulin.
- L'église Saint-Jean de Pibrès.
- La chapelle Saint-Cirgue[72] de Saint-Cirgue.
- La chapelle du monastère des Sœurs-du-Christ de Lavaur.
- La chapelle Saint-Eugène de Saint-Eugène.
- Les vestiges Saint-Alain le Vieux de Séga.

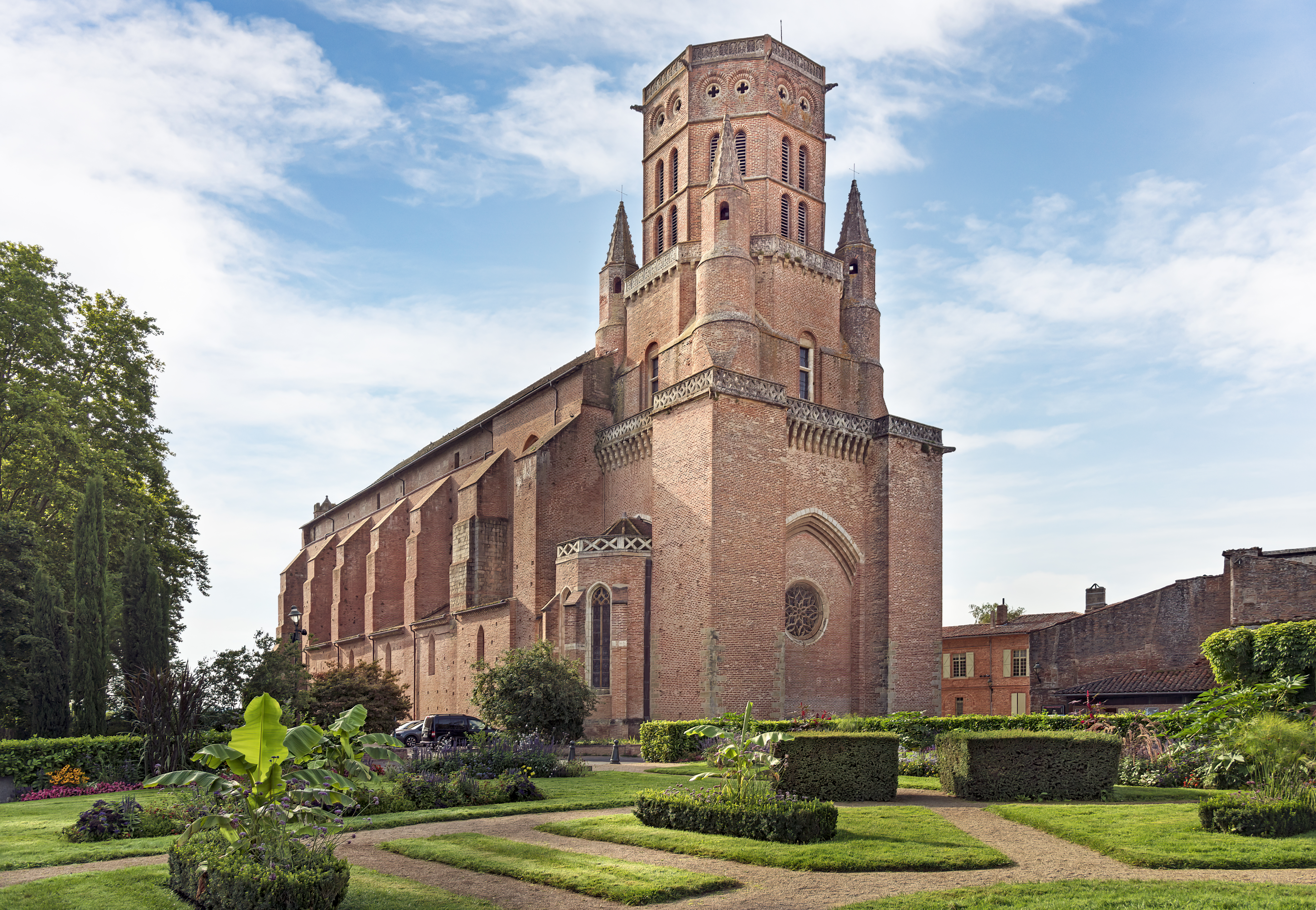
Cathédrale Saint-Alain.
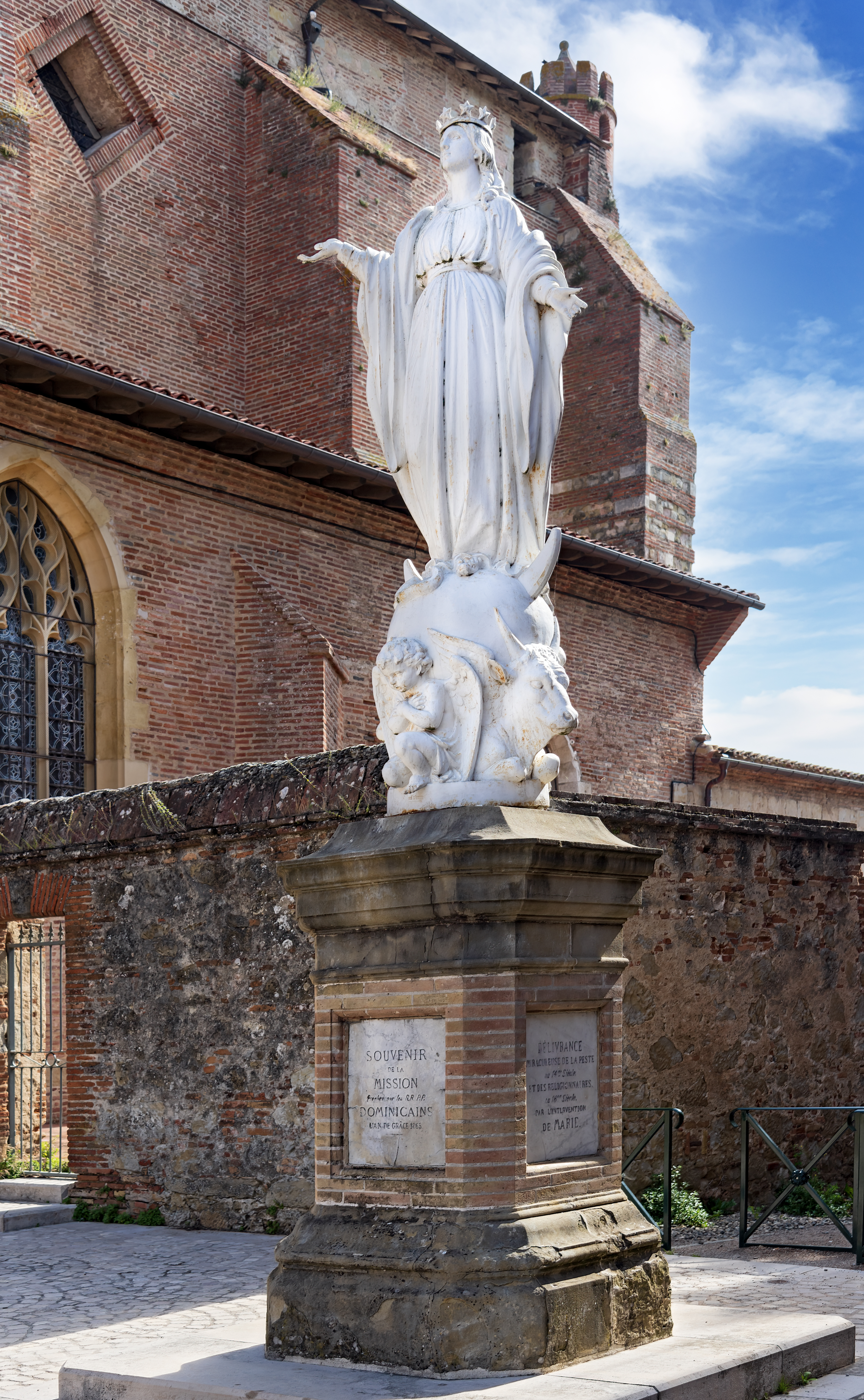
Immaculata par Giuseppe Obici, place Saint-Alain.
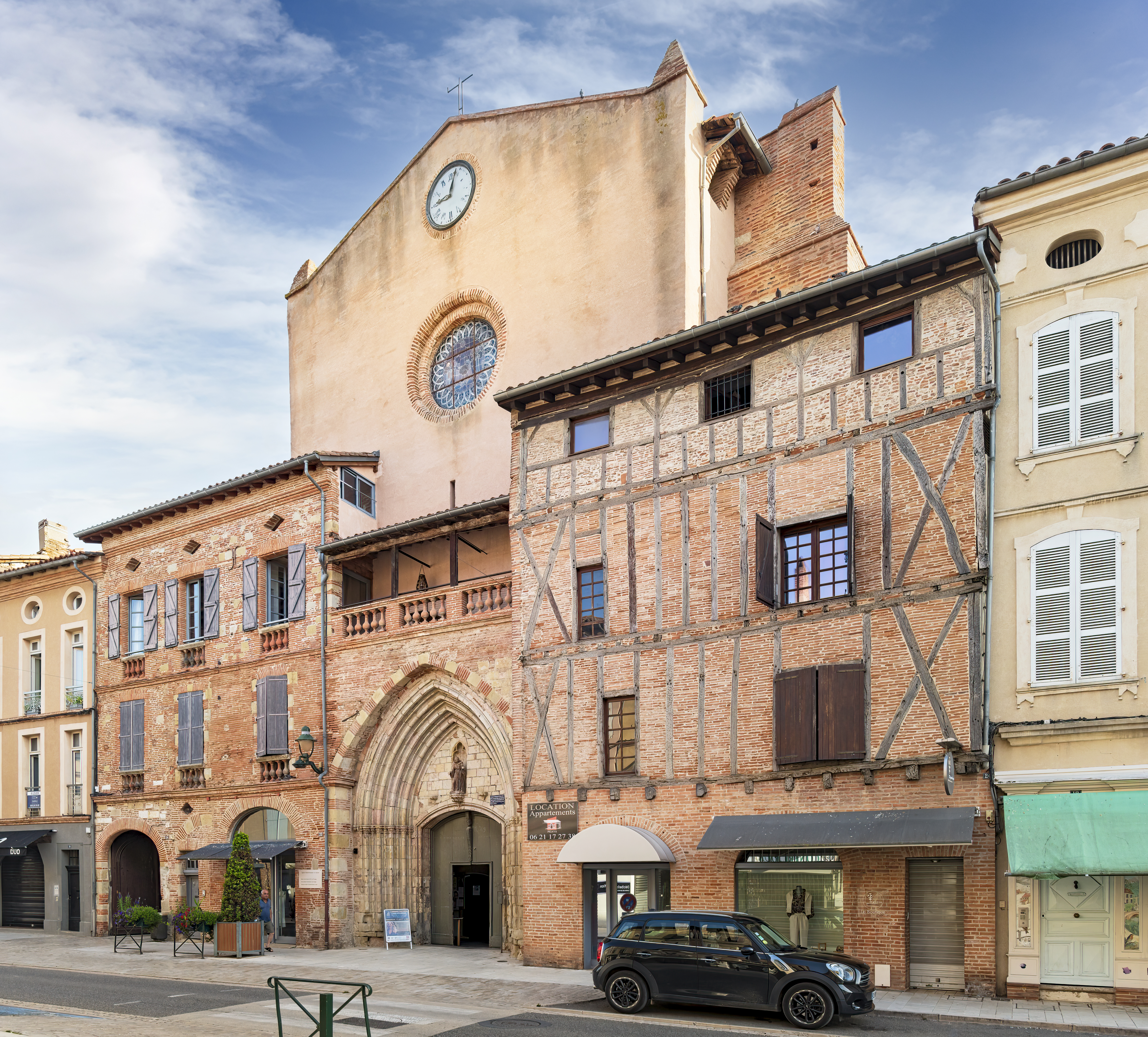
Église Saint-François - Façade.
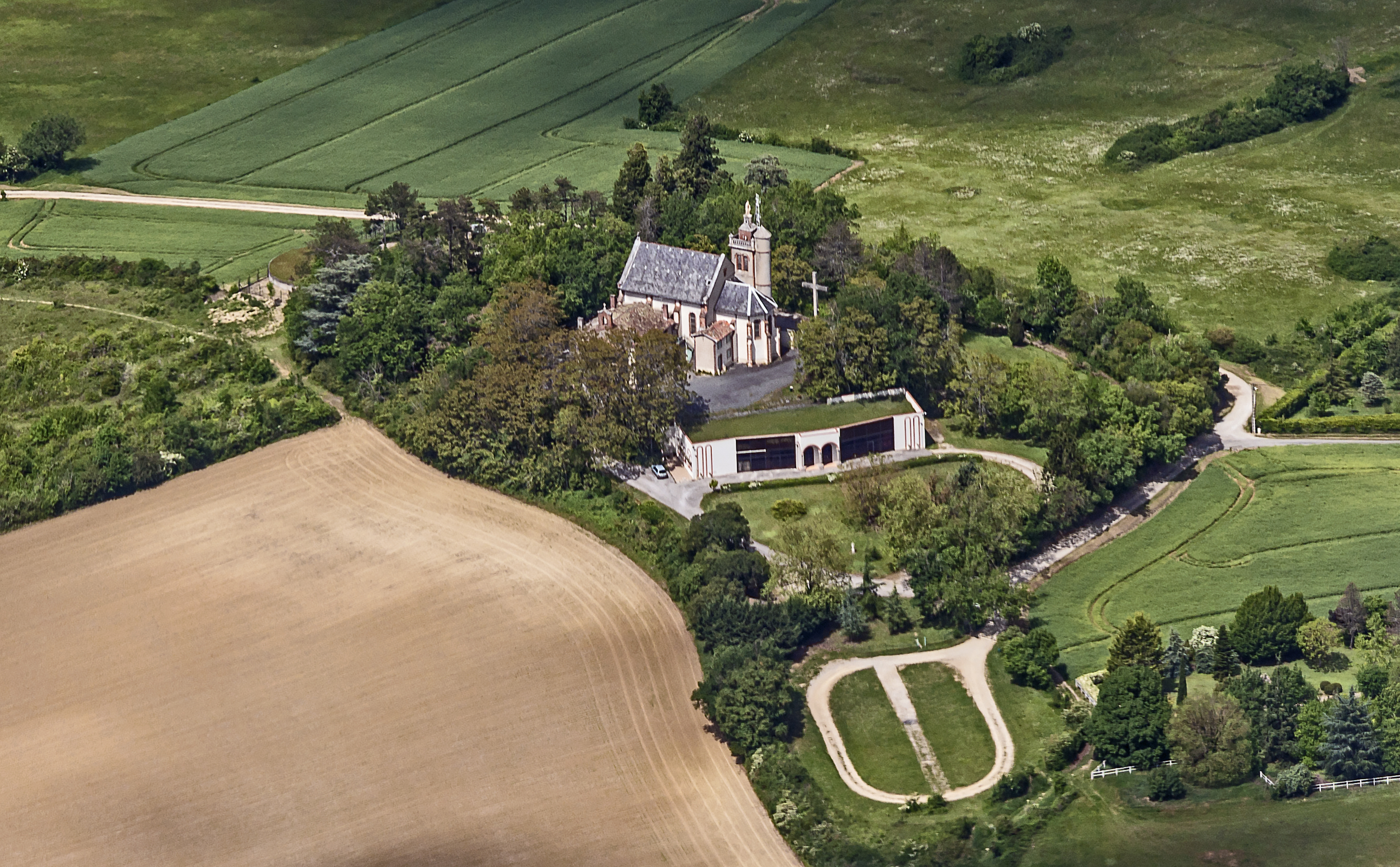
Sanctuaire Notre-Dame du Pech.
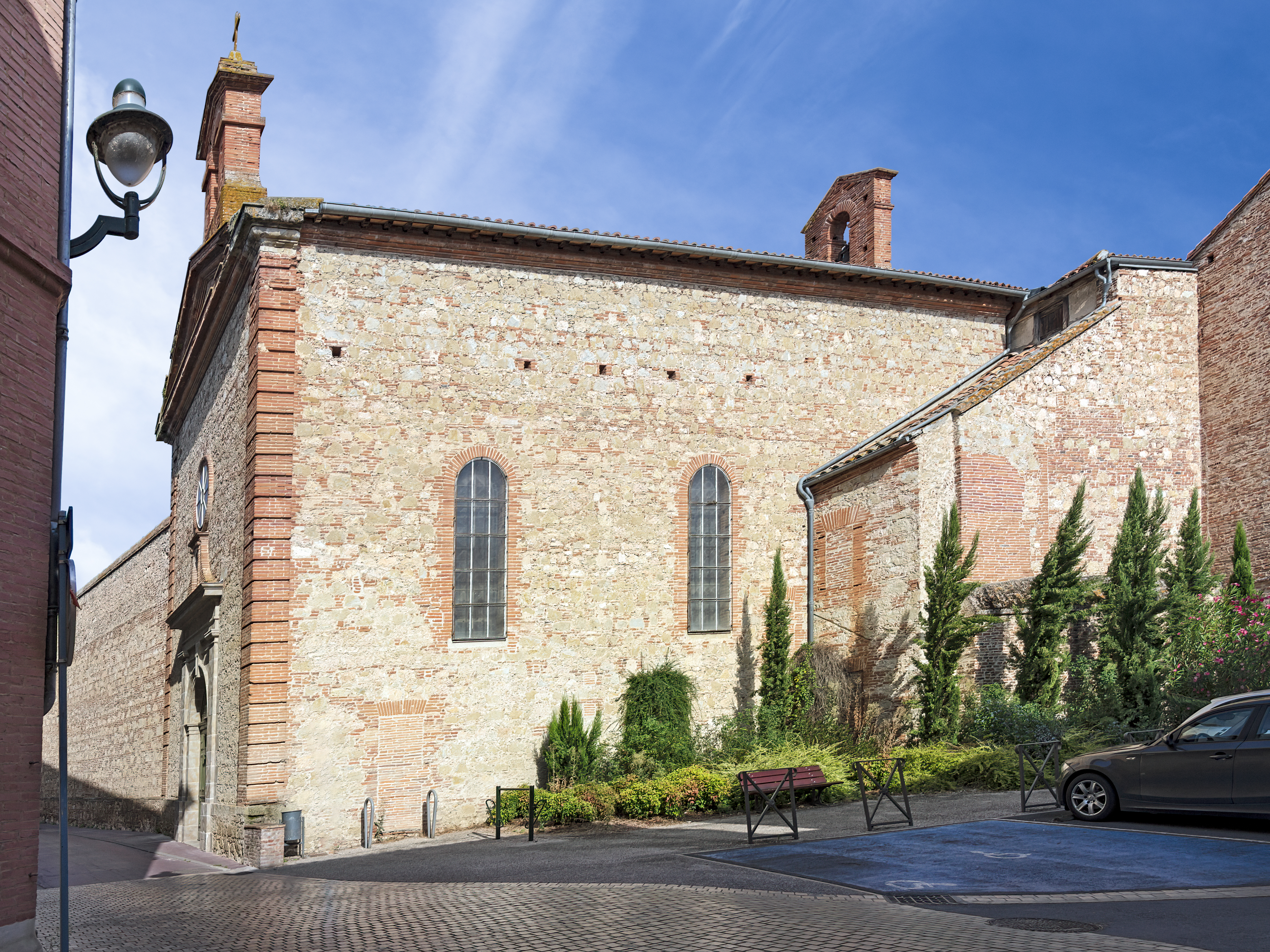
Chapelle du monastère des Clarisses.

### Équipements culturels
La médiathèque Guiraude de Laurac, installée dans l'ancien couvent des sœurs du christ, en 2008. Elle comprend des espaces adultes, adolescents, jeunesse ; musique et multimédia ; une salle de conférence ; une salle de conte ; une cour aménagée pour des animations culturelles et un jardin.
De nombreuses animations y sont proposées tout au long de l'année : club de lecture, expositions, lectures, cinéma pour les enfants, ateliers, signatures, cours d'informatique, conférences…
Le musée du Pays de Cocagne possède près d'une centaine d’œuvres d'Édouard Debat-Ponsan, Georges Artemoff, Clément Gontier, ou encore Étienne Mazas.
La chapelle du musée est une salle d'expositions temporaires et accueille chaque été une grande exposition : T'ang Haywen (2002) ; Dom Robert ; Édouard Debat-Ponsan ; Jean Dieuzaide ; Clément Gontier ; SIPA Story (2008) ; Coups de ventes orages et tempêtes (2009), Henri Rousseau (2015), entre autres.
Il y a aussi une école de musique associative, la Lyre de Lavaur.
Cinéma Espace des nouveautés. Une salle ; équipement de projection numérique.

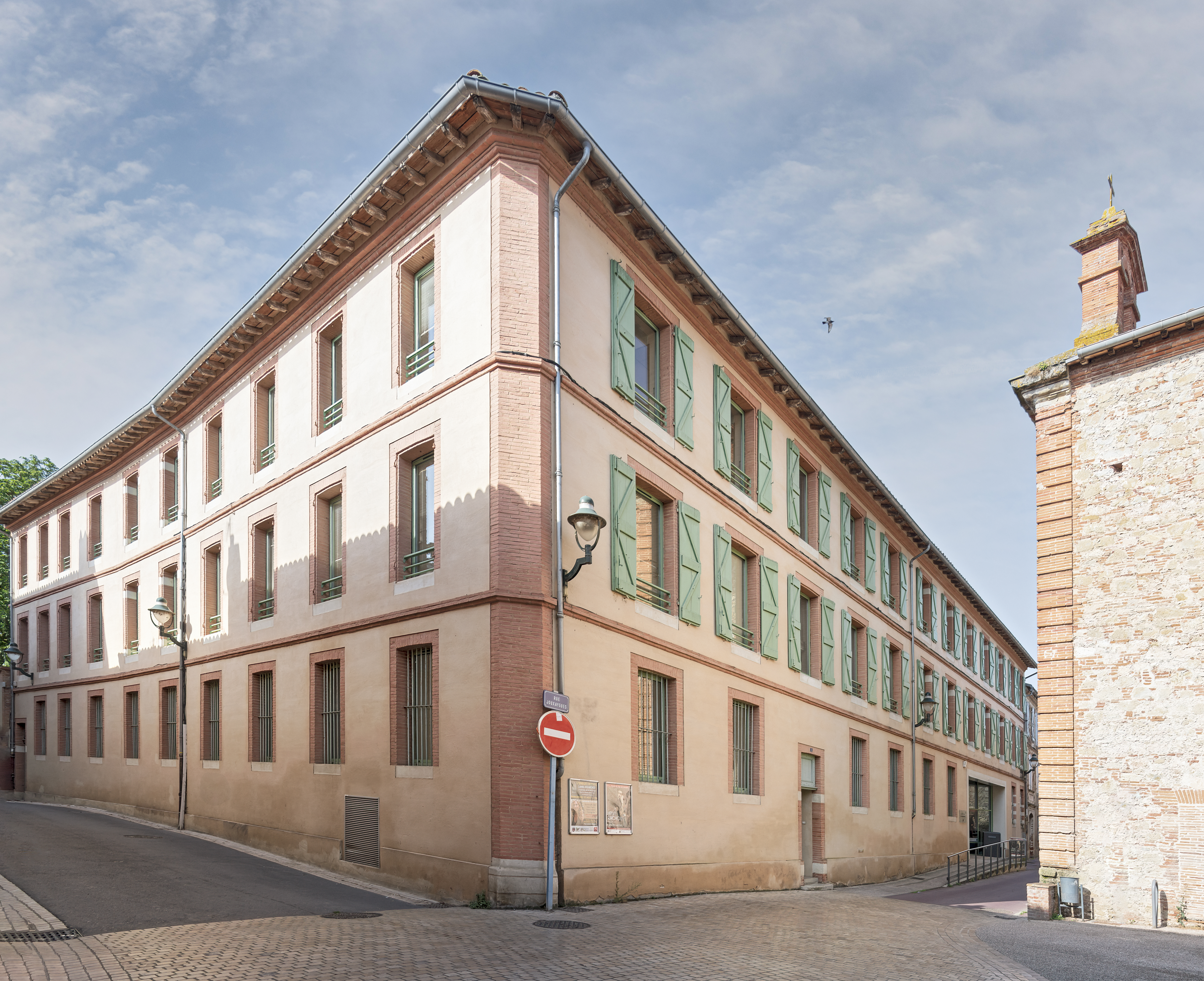
La médiathèque Guiraude de Laurac.
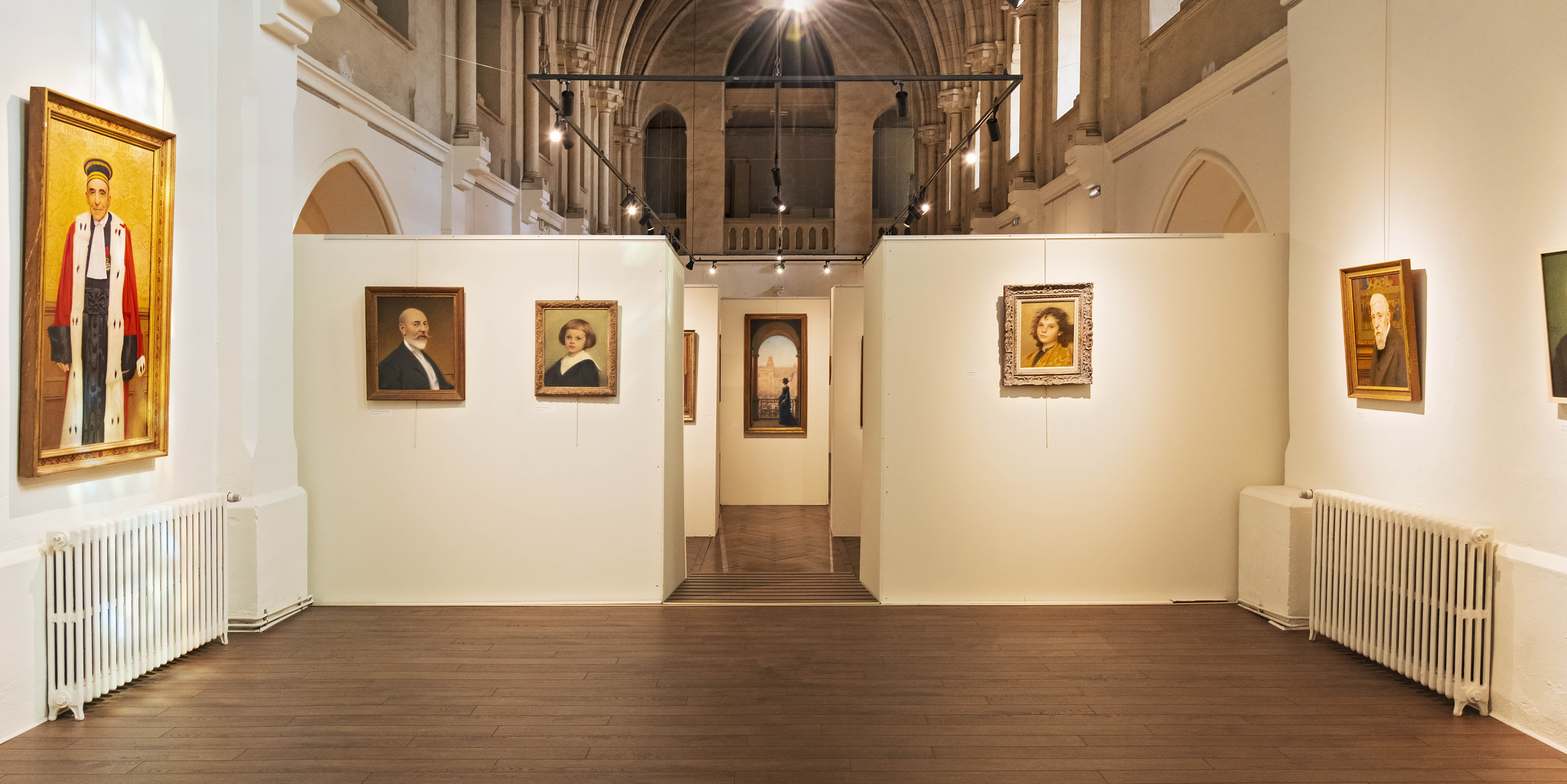
Salle d'exposition de la chapelle.

### Personnalités liées à la commune
- Guiraude de Lavaur (?-3 mai 1211) femme de la noblesse cathare, figures emblématiques de la résistance à la croisade des Albigeois.
- Pierre Devoisins (1725-1794), homme politique né à Lavaur, député du tiers état aux États généraux de 1789.
- Pierre Séverin Audoÿ, homme politique né en 1755 et décédé le 16 mars 1840 à Lavaur.
- Jean Joseph Magdeleine Pijon (1758-1799) : général de brigade né à Lavaur.
- Jacques Féréol Mazas (1782-1849) : musicien et violoniste né à Lavaur.
- Moïse Zumero (1791-1873) : dernier mamelouk de la Garde Impériale, mort à Lavaur et enterré au cimetière de Lavaur[73].
- Lucien Mengaud (1805-1877) : poète occitan et peintre né à Lavaur.
- Marie-Antoine (1825-1907) : prêtre né à Lavaur.
- Bernard Marty (1830-1914), homme politique né et décédé à Lavaur, député du Tarn de 1876 à 1877.
- Étienne Mazas (1840-1927) : artiste né dans cette ville dont il fut maire.
- Marie Jeanne Rehm (1854-1930) : artiste peintre morte à Lavaur.
- Jean-Marie Guiraud (1857-1942) : médecin et homme politique mort à Lavaur.
- Victorine Rehm (1862-1938) : artiste peintre morte à Lavaur.
- Clément Gontier (1876-1918) : peintre, élève de Jean-Paul Laurens, né à Lavaur[74] et inhumé au cimetière de Lavaur.
- Christiane Aimery (1883-1964) : romancière : morte à Lavaur.
- Joseph Bonsirven (1889-1958) : jésuite et théologien né à Lavaur.
- Aimé Sudre (1890-1980), général français, inhumé au cimetière de Lavaur.
- Georges Sabo (1897-1945) : résistant né à Lavaur.
- Pierre Fabre (1926-2013) : pharmacien et industriel mort à Lavaur.
- Georges Pontier (1943-) : évêque et archevêque né à Lavaur.
- Émile Wandelmer (1949-) : chanteur, membre des Groupe Gold, puis Émile et Images, vivant à Lavaur.
- Jean-Pierre Bel (1951-) : homme politique né à Lavaur.
- Bernard Carayon (1957-) : homme politique et maire de Lavaur depuis 1995.
- Rémy Vigneaux (1976-) : joueur de rugby à XV né à Lavaur.
- Johan Dalla Riva (1978-) : joueur de rugby à XV né à Lavaur.

### Héraldique
| Lavaur | Son blasonnement est : De gueules au château à trois tours crénelées d'argent, maçonnées de sable, soutenu d'une onde d'azur et d'argent mouvant de la pointe et chargée d'une ancre d'or, le château surmonté d'une croix de Toulouse du même, au chef d'azur chargé de trois fleurs de lys d'or. |

## Vie pratique

### Jeunesse
L’espace jeunesse (Service municipal Sports et Jeunesse), pour les 11-25 ans, organise des sorties à tarifs préférentiels (concerts, spectacles) et des soirées gratuites pour les jeunes, participe à des actions de prévention, accompagne les jeunes dans leurs projets culturels, sportifs, professionnels et de voyages « Mobilité Internationale ». Le service municipal aide également les jeunes dans leurs recherches d’emploi.
Bourse à projets : soutien municipal des projets culturels, sportifs ou artistiques des collégiens et lycéens.
Bourse à permis de conduire : depuis 2008, la mairie finance jusqu’à 80 % du permis de conduire des jeunes en échange d’actions sociales auprès des personnes âgées, handicapées, isolées ou des scolaires.

### La régie municipale d’électricité et de gaz ESL
ESL est une Entreprise Locale de Distribution (ELD) qui distribue l'électricité dans les communes de Lavaur, Ambres et Saint Agnan depuis plus de 100 ans et le gaz naturel dans les communes de Lavaur et de Labastide Saint Georges.
Énergies Services Lavaur intervient dans plusieurs domaines d'activité :
- la production d'électricité grâce à deux centrales hydroélectriques sur l'Agoût ;
- la fourniture et la distribution d'électricité sur les communes de Lavaur, Ambres et Saint Agnan ;
- la fourniture et la distribution de gaz naturel sur les communes de Lavaur et Labastide Saint Georges.

Le statut de la régie de Lavaur a évolué, d'un service municipal au début du XXe siècle à celui d'une Régie Municipale, à autonomie financière et personnalité morale, inscrite au registre du commerce et des sociétés.
En 2005, le nom commercial de l'entreprise a évolué, passant de « Régie Municipale d'Électricité de Lavaur » à « Énergies Services Lavaur » (ESL).
L'établissement a investi dans la construction de trois usines hydrauliques sur les sites de Saint Alain, du Carla et d'Ambres représentant une puissance de 3 200 kVA.
Un projet d'une 4e usine hydroélectrique est en cours sur le site de Fonteneau. Il portera la capacité de production hydroélectrique d'ESL à 5 000 kVA.
Au milieu des années 1990, ESL s'est dotée d'une centrale de production thermique située sur le site du Carla d’une puissance de 6 400 kVA.

### Le SIEMN – Syndicat Intercommunal des Eaux de la Montagne Noire
L’établissement public de coopération intercommunale (depuis 1957) a pour mission la construction et l'exploitation des ouvrages nécessaires à l'alimentation en eau potable des communes associées. Il assure la distribution de l'eau aux particuliers dans 49 communes du département du Tarn, dont Lavaur, où se trouve l’une de ses agences.

### Culture
La cathédrale Saint-Alain. Ses peintures intérieures sont en cours de restauration.
La Tour des rondes abrite l’Office de Tourisme et comprend une salle d’expositions temporaires (toute l’année).

#### Associations culturelles et de loisirs
- Association sportive vauréenne, ASV LAVAUR, club de rugby à XV qui évolue actuellement en Fédérale 1.

### SICTOM - Le Syndicat intercommunal de collecte et de traitement des ordures ménagères
Le SICTOM de Lavaur a été créé en 1980. Il gère notamment la déchetterie des Brugues, acquise en 1981, située sur la commune.

La mairie utilise la Protection Biologique Intégrée, les engrais naturels, le goutte à goutte enterré. L’arrosage des stades se fait avec l’eau de l’Agoût. Des Toutounets et des espaces réservés aux animaux sont mis à la disposition des habitants dans les différents quartiers de la ville. Lavaur compte trois aires de jeux, des pistes cyclables et deux bassins d’orage.